# Serie A 2024-2025
La Serie A 2024-2025 è stata la 123ª edizione della massima serie del campionato italiano di calcio (la 93ª a girone unico), disputata tra il 17 agosto 2024 e il 25 maggio 2025 e conclusa con la vittoria del Napoli, al suo quarto titolo.
Capocannoniere del torneo è stato Mateo Retegui (Atalanta) con 25 reti.

## Stagione

### Novità
A sostituire Frosinone, Sassuolo e Salernitana, retrocesse in Serie B nella stagione precedente, ci sono Parma, vincitore della Serie B 2023-2024 e tornato nella massima serie dopo tre anni d'assenza, Como, tornato nella massima serie dopo 21 anni, e Venezia, tornato nella massima serie dopo due anni da vincente dei play-off.
La regione più rappresentata è la Lombardia, con ben cinque squadre (Atalanta, Como, Inter, Milan e Monza). Con due club a testa ci sono Lazio (Lazio e Roma), Emilia-Romagna (Bologna e Parma), Piemonte (Juventus e Torino), Toscana (Empoli e Fiorentina) e Veneto (Venezia e Verona). Vantano invece una formazione cadauna Campania (Napoli), Friuli-Venezia Giulia (Udinese), Liguria (Genoa), Puglia (Lecce) e Sardegna (Cagliari). Per la prima volta dall'annata 2020-2021 ritornerà il derby emiliano, mentre dopo cinque anni sarà presente una sola squadra campana.

### Calendario e orari di gioco
Il campionato ha inizio sabato 17 agosto 2024 con i primi quattro anticipi della 1ª giornata, a cui seguono le restanti gare del turno domenica 18 e lunedì 19 agosto. Il campionato si conclude domenica 25 maggio 2025. È previsto un solo turno infrasettimanale, in programma per il 30 ottobre 2024, mentre le soste per gli impegni delle nazionali sono quattro, in programma per l'8 settembre, il 13 ottobre e il 17 novembre 2024, e il 23 marzo 2025, per la fase a gironi e gli spareggi della UEFA Nations League 2024-2025 e le qualificazioni al campionato mondiale di calcio 2026.
Per la quarta volta, dopo le tre stagioni precedenti, il calendario non prevede la simmetria tra gare di andata e gare di ritorno, che si svolgeranno quindi secondo un ordine diverso rispetto all'andata.
Gli orari di gioco previsti sono:
- Venerdì: 1 partita
  - 1 anticipo alle 20:45
- Sabato: 3 partite
  - 1 anticipo alle 15:00
  - 1 anticipo alle 18:00
  - 1 anticipo alle 20:45
- Domenica: 5 partite
  - 1 anticipo alle 12:30
  - 2 partite alle 15:00
  - 1 posticipo alle 18:00
  - 1 posticipo alle 20:45
- Lunedì: 1 partita
  - 1 posticipo alle 20:45

Nelle giornate che precedono le soste per le nazionali (3ª, 7ª, 12ª e 29ª) e in quella che precede il turno infrasettimanale (14ª) non si disputa il posticipo del lunedì.
La 1ª giornata si disputa domenica 18 agosto 2024 con inizio alle ore 20:45 (due gare), con quattro anticipi al sabato, di cui due alle ore 18:30 e due alle ore 20:45, due anticipi domenica alle ore 18:30 e due posticipi al lunedì, di cui uno alle ore 18:30 e uno alle ore 20:45. La 2ª giornata si disputa domenica 25 agosto 2024 con inizio alle ore 20:45 (due gare), con quattro anticipi al sabato, di cui due alle ore 18:30 e due alle ore 20:45, due anticipi domenica alle ore 18:30 e due posticipi al lunedì, di cui uno alle ore 18:30 e uno alle ore 20:45. La 3ª giornata si disputa domenica 1º settembre 2024 con inizio alle ore 20:45 (due gare), due anticipi al venerdì, di cui uno alle ore 18:30 e uno alle ore 20:45, quattro anticipi al sabato, di cui due alle ore 18:30 e due alle ore 20:45, e due anticipi domenica alle ore 18:30.
La 19ª giornata si disputa domenica 5 gennaio 2025 con tre anticipi al sabato, rispettivamente alle ore 15:00, 18:00 e 20:45, un anticipo alle ore 12:30 della domenica, una gara alle 15:00 e due posticipi, rispettivamente alle ore 18:00 e alle ore 20:45. Tre partite vengono rinviate rispettivamente al 14 e 15 gennaio 2024, di cui una alle 18:30 e due alle 20:45, per le squadre partecipanti alla supercoppa italiana.
La 37ª giornata si disputa domenica 18 maggio 2025, con nove partite alle 20:45 e un anticipo al sabato alle 20:45. La 38ª giornata si disputa domenica 25 maggio 2025 con sei partite alle 20:45, due anticipi al venerdì alle 20:45 e due anticipi al sabato, di cui uno alle 18:00 e uno alle 20:45.

### Calciomercato

#### Sessione estiva

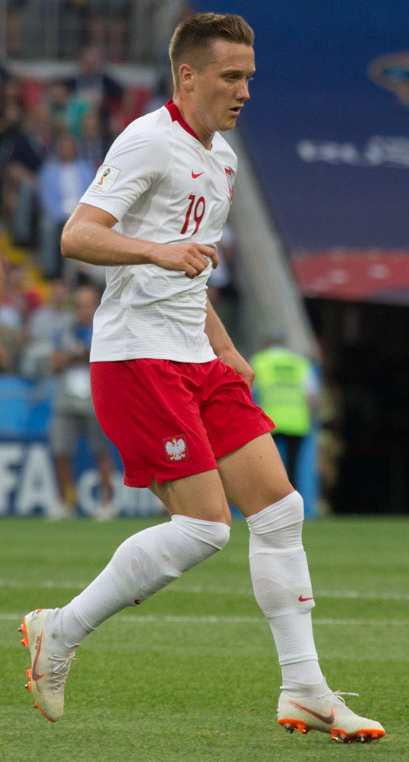
Il polacco Zieliński, arrivato all' dopo l'esperienza al, è uno dei volti nuovi dei nerazzurri, che chiudono al secondo posto dopo un serrato duello proprio con i partenopei.

L'Inter, campione in carica, reduce dal passaggio di proprietà dal Suning Holdings Group alla società statunitense Oaktree, puntella la rosa con gli acquisti del portiere Martínez dal Genoa, del difensore Palacios dall'Independiente Rivadavia, del centrocampista Zieliński e dell'attaccante Taremi, quest'ultimi due ingaggiati a parametro zero dopo la fine delle esperienze con il Napoli e il Porto rispettivamente. Salutano il portiere Audero, il difensore Cuadrado, i centrocampisti Klaassen e Sensi e l'attaccante Sánchez; in particolare, Audero, Cuadrado, Sensi e Sánchez rimangono in Serie A, visto che si accasano rispettivamente al Como, all'Atalanta, al Monza e all'Udinese.
Il Milan e la Juventus, rispettivamente seconda e terza nel campionato precedente, registrano vari cambiamenti: i rossoneri chiudono il quasi-quinquennio con Pioli e aprono una nuova era con Fonseca, quindi rinforzano la difesa con gli arrivi di Emerson Royal dal Tottenham e Pavlović dal Salisburgo; arrivano in rossonero anche il centrocampista Fofana dal Monaco e gli attaccanti Morata dall'Atlético Madrid e Abraham dalla Roma. A salutare sono il difensore Kalulu e i centrocampisti Adli e Pobega, i quali vengono ceduti rispettivamente alla Juventus, alla Fiorentina e al Bologna, oltreché Mirante, Caldara, Kjær e Giroud, i quali diventano parametri zero: Caldara si accaserà poi in Emilia, al Modena, mentre Giroud va al Los Angeles FC. I bianconeri operano un'ingente campagna di rafforzamento: l'arrivo di Motta sulla panchina torinese coincide con l'approdo in bianconero del portiere Di Gregorio dal Monza, del sopraccitato Kalulu e del difensore Cabal dal Verona, dei centrocampisti Koopmeiners dall'Atalanta, Thuram dal Nizza e Douglas Luiz dall'Aston Villa, e degli attaccanti González dalla Fiorentina e Conceição dal Porto. A lasciare sono il portiere Szczęsny, il quale risolve il proprio contratto e ufficializza tempo dopo il ritiro dal calcio giocato, salvo poi accasarsi al Barcellona, i difensori De Sciglio, Rugani e Alex Sandro, i centrocampisti Rabiot e Miretti, e gli attaccanti Chiesa e Kean, i quali si accasano rispettivamente al Liverpool e alla Fiorentina.

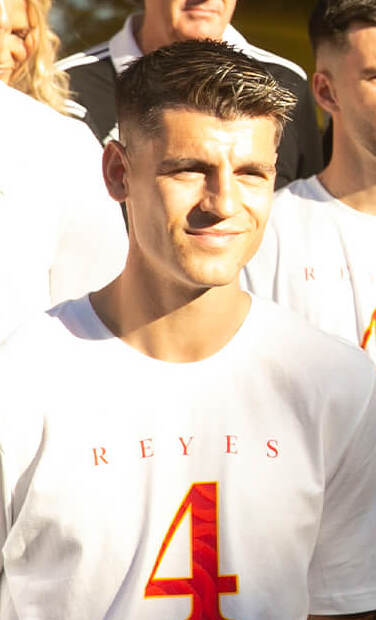
Lo spagnolo Morata è l'attaccante scelto in estate dal per sostituire Giroud al centro del proprio attacco: la punta lascerà i rossoneri dopo appena sei mesi.

Il Napoli, reduce da un deludente decimo posto nel campionato precedente, cambia l'organico: ingaggiato Conte come nuovo tecnico, gli azzurri acquistano i difensori Buongiorno dal Torino, Marín dal Real Madrid e lo svincolato Spinazzola; in mediana arrivano i centrocampisti McTominay dal Manchester Utd e Gilmour dal Brighton, quindi Neres dal Benfica e Lukaku dal Chelsea. Sia Lukaku che Spinazzola, curiosamente, avevano passato l'ultima stagione ai rivali della Roma. Sul fronte partenze, vengono ceduti i difensori Østigård, Zanoli e Natan rispettivamente al Rennes, al Genoa e al Betis, il centrocampista Cajuste all'Ipswich Town e gli attaccanti Lindstrøm, Cheddira e Osimhen, trascinatore negli ultimi tre anni, rispettivamente all'Everton, all'Espanyol e al Galatasaray.
L'Atalanta, ritornata in Champions League dopo due anni e reduce dalla vittoria dell'Europa League nella stagione precedente, accoglie il portiere Rui Patrício quale nuovo dodicesimo uomo e rinforza il pacchetto difensivo con i difensori Kossounou dal Bayer Leverkusen, Godfrey dall'Everton, lo svincolato Cuadrado dall'Inter e Bellanova dal Torino; a centrocampo giungono Brescianini dal Frosinone, l'ex isolano Sulemana e Samardžić dall'Udinese, mentre nel reparto avanzato approdano Zaniolo dall'Aston Villa e Retegui dal Genoa. Il Bologna, rivelazione del campionato precedente e ritornato in Champions League dopo un sessantennio, saluta il sopracitato Motta e accoglie quale nuova guida tecnica Italiano, reduce da due finali consecutive di Conference League con i rivali della Fiorentina. La rosa vede l'addio di Zirkzee in direzione Manchester Utd, che viene coperto dagli arrivi di Domínguez dal Gimnasia (LP), di Iling-Junior dall'Aston Villa e di Dallinga dal Tolosa; la cessione di Calafiori all'Arsenal porta agli arrivi di Erlić dal Sassuolo, Casale dalla Lazio, Holm dallo Spezia e Joao Miranda dal Betis. A centrocampo da segnalare l'arrivo del già menzionato Pobega dal Milan.

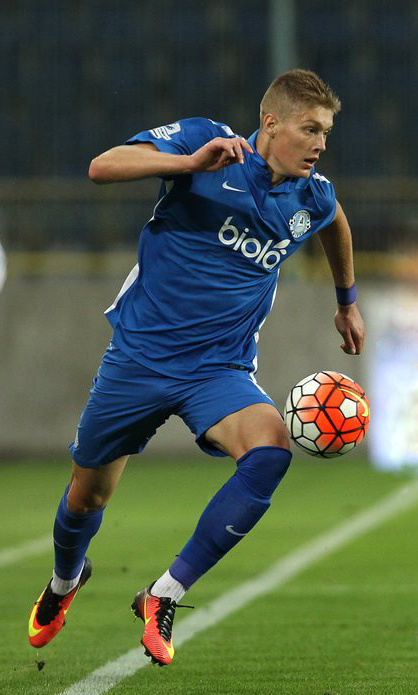
L'ucraino Dovbyk, reduce dalla vittoria del titolo dei marcatori in Spagna con il, è il centravanti individuato dalla per rinforzarsi: chiuderà con 12 reti.

Le due romane attuano operazioni diverse: la Roma riparte dalla conferma di De Rossi come allenatore e acquista il portiere Ryan dall'AZ Alkmaar, i difensori Hermoso e il pluri-titolato Hummels, entrambi svincolati e reduci dalle esperienze all'Atlético Madrid e al Borussia Dortmund, Dahl dal Djurgården e Abdulahmid dall'Al-Hilal, primo saudita della storia della massima serie, i centrocampisti Koné dal Borussia M'gladbach e Le Fée dal Rennes, e gli attaccanti Soulé dalla Juventus, Dovbyk dal Girona e Saelemaekers dal Milan. Tra le tante cessioni, ci sono elementi determinanti delle stagioni precedenti come il sopracitato Rui Patrício, Smalling, Spinazzola, Bove e Abraham. La Lazio saluta Tudor e affida la panchina a Baroni, reduce da due salvezze in altrettante passate stagioni con il Lecce e il Verona: il calciomercato porta nomi come Tavares e Gigot, rispettivamente dall'Arsenal e dall'Olympique Marsiglia; a centrocampo va segnalato l'acquisto di Castrovilli dalla Fiorentina e in attacco quello di Dia dalla Salernitana per sostituire l'ex capitano Immobile, partito dopo otto anni in direzione Beşiktaş, oltre a due nomi promettenti come Noslin e Tchaouna, rispettivamente dal Verona e dalla Salernitana. Oltre a Immobile, salutano altri volti chiave della Lazio negli anni precedenti come Cataldi, Felipe Anderson e Luis Alberto.
La Fiorentina ingaggia Palladino sulla propria panchina in sostituzione d'Italiano, quindi accoglie nella rosa il portiere De Gea, svincolato ma reduce da una lunga militanza nel Manchester Utd. Inoltre i toscani si rinforzano coi sopracitati Kean, Bove, Cataldi e Adli, oltreché con il difensore Pongračić dal Lecce, i centrocampisti Gosens dall'Union Berlino e Colpani dal Monza, e l'attaccante Guðmundsson dal Genoa. Il Torino saluta Jurić dopo un triennio e si affida a Vanoli, reduce dalla promozione in massima serie con il Venezia; tra i vari acquisti arrivano il portiere Donnarumma, i difensori Sosa e Maripàn, e l'attaccante Adams. Salutano nomi come Rodríguez, i sopracitati Bellanova e Buongiorno, oltre a Radonjić e Okereke.
Tra le neopromosse, compie un mercato di rilievo il Como: in porta arrivano il veterano Reina e Audero, in difesa Moreno e Varane, a centrocampo Roberto (svincolatosi dal Barcellona) e i giovani Perrone e Paz, rispettivamente dal Manchester City e dal Real Madrid; infine, in attacco arriva Belotti, reduce dall'esperienza alla Fiorentina.

#### Sessione invernale

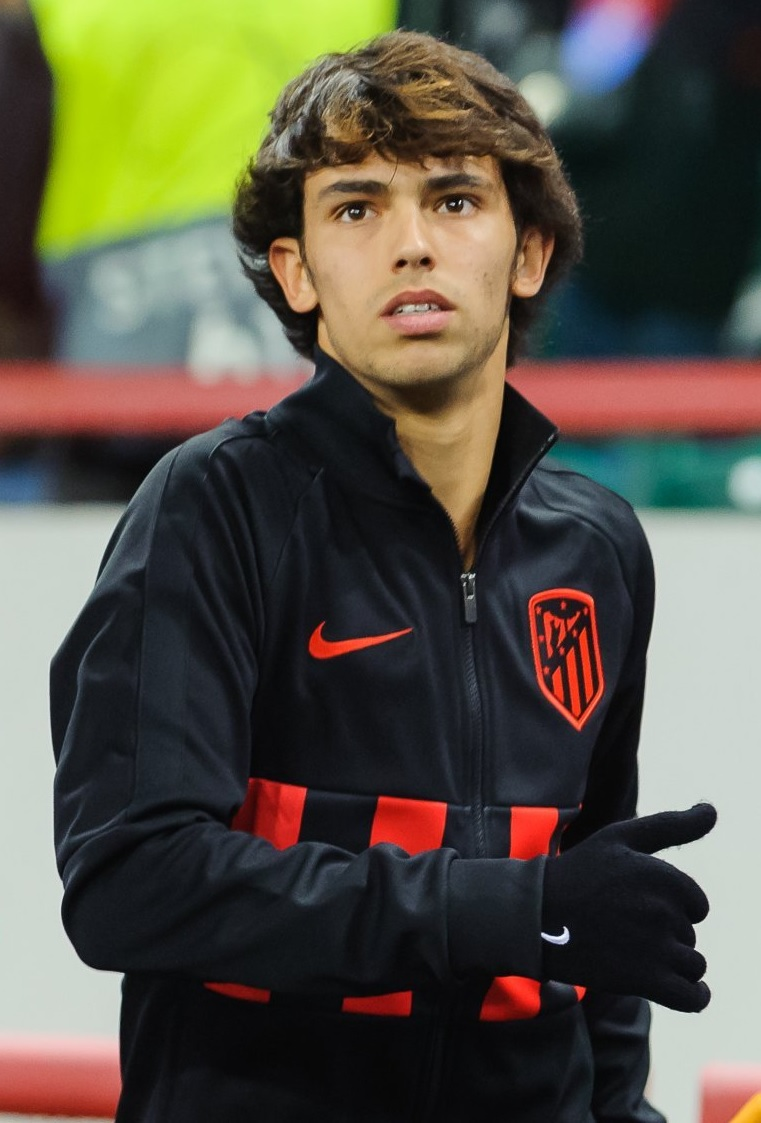
Il portoghese João Félix, ingaggiato dal, è uno degli acquisti principali del mercato invernale del : neanche il suo apporto risolleva i rossoneri, che terminano all'ottavo posto e fuori dalle coppe europee.

La protagonista della sessione invernale è il Milan, che opera una rivoluzione: i rossoneri cedono Morata al Galatasaray e acquistano Giménez dal Feyenoord, quindi rinforzano gli altri reparti con gli arrivi del difensore Walker dal Manchester City, del centrocampista Bondo dal Monza e degli attaccanti João Félix e Sottil, rispettivamente dal Chelsea e dalla Fiorentina. Salutano il difensore Calabria, ceduto al Bologna, il centrocampista Bennacer, che va all'Olympique Marsiglia, e l'attaccante Okafor, ceduto al Napoli. Quest'ultimo deve fare i conti con la cessione di K'varatskhelia al Paris Saint-Germain, sostituito dal succitato elvetico, e ne approfitta per rinforzarsi ulteriormente: tra i pali sostituisce Caprile con Scuffet, ingaggiato in prestito dal Cagliari, e in mediana prende Billing ed Hasa rispettivamente dal Bournemouth e dal Lecce.
La Juventus accoglie l'attaccante Kolo Muani dal Paris-Saint Germain e i difensori Kelly, Alberto Costa e Veiga, rispettivamente dal Newcastle Utd, dal Vitória Guimarães e dal Chelsea, quindi fanno le valigie il difensore Danilo, che va al Flamengo, e i centrocampisti Fagioli, ceduto alla Fiorentina, e Arthur, che si accasa al Girona.
L'Inter e l'Atalanta si limitano a puntellare la rosa: i meneghini accolgono il centrocampista Zalewski dalla Roma e cedono Buchanan al Villarreal e Palacios al Monza; i bergamaschi acquistano l'attaccante Maldini dal Monza e il difensore Posch dal Bologna, quindi cedono Godfrey all'Ipswich Town.
La Lazio prende Belahyane dal Verona e Provstgaard dal Vejle, mentre Castrovilli lascia il club e si trasferisce al Monza. I cugini della Roma, oltre a Zalewski, cedono elementi del mercato estivo che non hanno reso le aspettative come Ryan, Le Fée ed Hermoso, e prendono Gollini dal Genoa, Rensch dall'Ajax, Nelsson dal Galatasaray, Salah-Eddine dal Twente e Gourna-Douath dal Salisburgo.
La Fiorentina si rinforza con gli arrivi di Folorunsho dal Napoli, Fagioli dalla Juventus, Zaniolo dall'Atalanta e Ndour dal Beşiktaş. Lasciano il club viola Martinez Quarta, che si trasferisce al River Plate, Kayode, che si accasa al Brentford, e Biraghi, che dopo un quinquennio in Toscana parte in direzione Torino. Gli stessi granata riportano in Italia il centrocampista Elmas e tesserano Casadei dal Chelsea.
Tra gli altri arrivi, il Como prende il portiere Butez, il centrocampista svincolato Alli e l'attaccante Diao; inoltre i lariani prendono Ikoné dalla Fiorentina e Vojvoda dal Torino. Il Cagliari ingaggia l'attaccante Coman, mentre l'Empoli prende il portiere Silvestri dalla Sampdoria, in uno scambio con Perisan, e la punta Kouamé dalla Fiorentina. Il Parma ingaggia Vogliacco dal Genoa e Đurić dal Monza; il Genoa prende l'attaccante ivoriano Cornet. Il Lecce e il Venezia incassano con le sostanziose cessioni rispettivamente di Dorgu al Manchester Utd. e Pohjanpalo al Palermo Quest'ultimo viene sostituito da Fila dallo Slavia Praga e da Marić dal Monza.

### Avvenimenti

#### Girone di andata

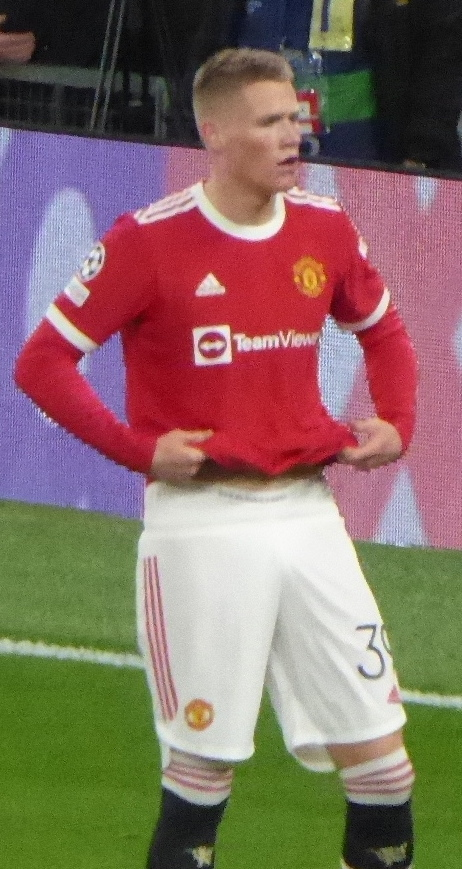
Scott McTominay, acquistato in estate dal, emerge subito come titolare nel centrocampo degli azzurri e vince, oltre allo scudetto, il premio di MVP del campionato.

Dopo le prime tre giornate, a guidare la classifica con sette punti sono l'Inter di Inzaghi e la rinnovata Juventus di Motta, capace di non subire reti nei primi 180', insieme a due sorprese come il Torino di Vanoli e l'Udinese di Runjaić. Da registrare invece le difficoltà della Roma, del Bologna di Italiano e del Milan del nuovo tecnico Fonseca, capaci di raccogliere solo due punti. Anche la nuova Fiorentina di Palladino e l'Atalanta arrancano, tanto da conquistare entrambe tre punti, frutto rispettivamente di tre pareggi consecutivi per i toscani e di una vittoria e due sconfitte per i bergamaschi. Con sei punti, frutto di due vittorie a testa, vi sono invece il Napoli e il Verona, guidati rispettivamente da Conte e Zanetti. Con quattro punti, il Parma è la squadra migliore tra le neopromosse.
Al ritorno dalla sosta per gli impegni delle nazionali, il Milan trova la prima vittoria stagionale battendo il Venezia, mentre il Napoli ritrova le tre vittorie consecutive dopo due stagioni superando in trasferta il Cagliari; si confermano le difficoltà di Roma, Bologna e Fiorentina, che restano senza successi dopo quattro giornate, mentre la vittoria dell'Udinese in casa del Parma e il pareggio dell'Inter in casa del Monza sanciscono il primato solitario della squadra friulana. La giornata segna anche il primo avvicendamento in panchina, con De Rossi che viene sostituito da Jurić alla guida della Roma. Nel turno successivo l'Udinese è sconfitta proprio dai giallorossi e deve cedere il primo posto in classifica al sempre più sorprendente Torino, che si impone in casa del Verona; nella stracittadina, il Milan si impone sull'Inter, ritrovando un successo sui rivali che mancava da due anni, mentre l'incrocio tra Juventus e Napoli termina in pareggio. Alla 6ª giornata si verifica un nuovo avvicendamento in testa alla classifica, con il Napoli che batte il Monza e supera il Torino, sconfitto in casa dalla Lazio. I partenopei si confermano anche nel turno successivo, che vede invece la sconfitta del Milan dopo due successi consecutivi.

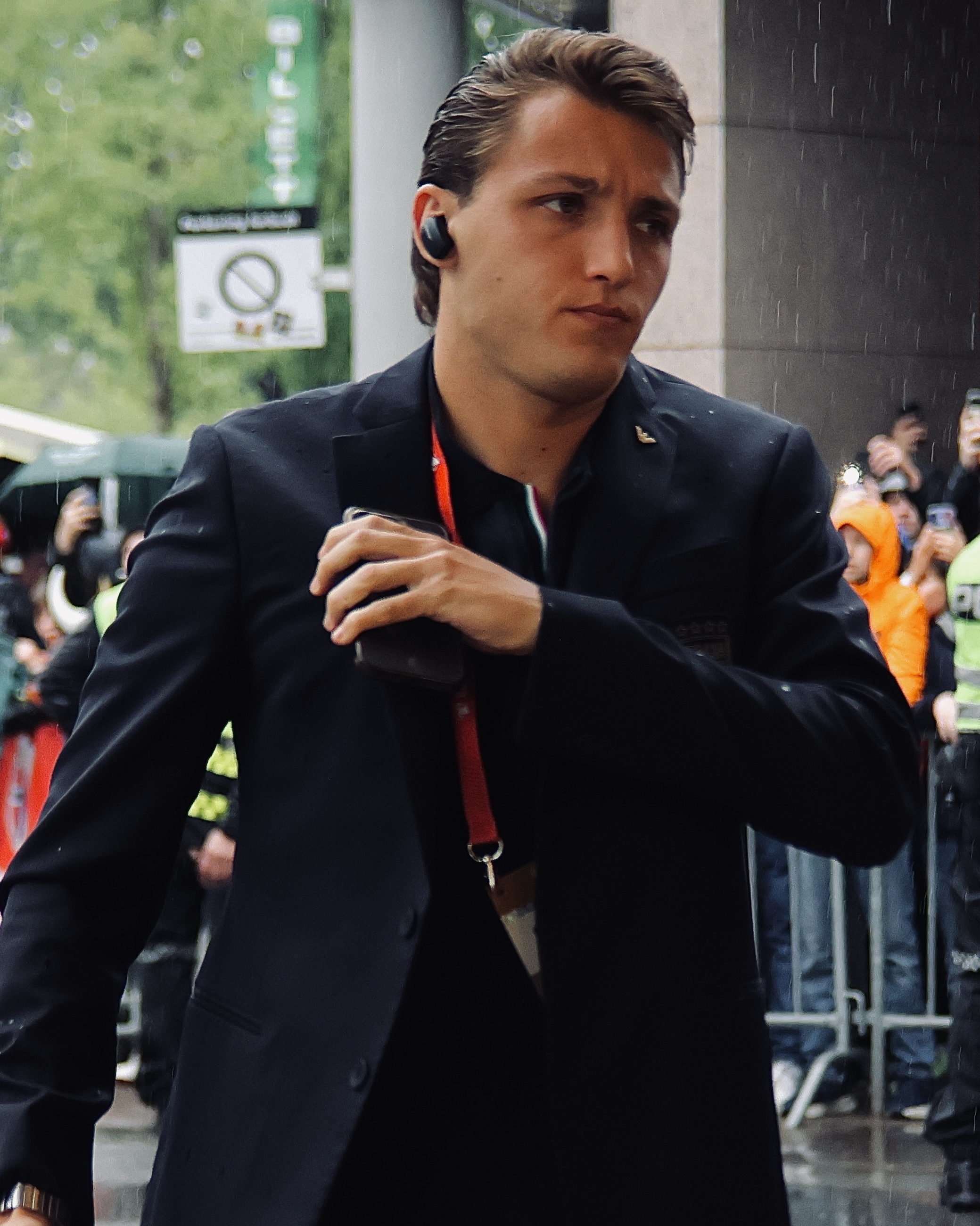
Mateo Retegui, acquistato dall' per sopperire all'assenza dell'infortunato Scamacca, è autore di un ottimo campionato e vince la classifica dei marcatori con 25 reti.

L'8ª giornata, disputata alla ripresa del campionato dopo la sosta per le nazionali di ottobre, conferma il primato solitario del Napoli davanti a Inter e Juventus, che superano rispettivamente Roma e Lazio. Nella giornata successiva si registra lo scontro diretto tra nerazzurri e bianconeri, che termina con un pareggio pirotecnico per 4-4, favorendo l'allungo in testa alla classifica del Napoli. Lo stesso turno vede anche il rinvio della gara tra Bologna e Milan, deciso in ragione dell'allerta per le avverse condizioni meteorologiche nel capoluogo emiliano, che comporta per i rossoneri il sorpasso da parte di Lazio, Atalanta e Fiorentina. Dopo la vittoria contro il Milan nel turno infrasettimanale, il Napoli subisce una sconfitta casalinga contro l'Atalanta, che fa avvicinare l'Inter alla vetta; alle spalle dei nerazzurri si conferma il buon momento di Lazio e Fiorentina, oltreché dei sopracitati bergamaschi. Nella parte bassa della classifica, si registra il calo del Parma, dopo un buon inizio di campionato, mentre Monza e Genoa evidenziano ancora difficoltà nell'ottenere risultati con continuità. Nella 12ª giornata, Napoli e Inter impattano nello scontro diretto giocato a Milano, mentre la Juventus supera il Torino nella stracittadina. La giornata segna tre avvicendamenti in panchina: Ranieri prende il posto di Jurić alla guida della Roma, Giampaolo subentra a Gotti nel tentativo di risollevare il Lecce, terzultimo davanti al Monza e al Venezia, e Vieira che rimpiazza Gilardino alla guida del Genoa.
Al ritorno dalla sosta per le nazionali di novembre, il Napoli conferma il primato solitario superando la Roma, nella giornata in cui tutte le inseguitrici ottengono una vittoria, ad eccezione della Juventus che impatta contro il Milan. La 14ª giornata è segnata dalla sospensione con conseguente rinvio della gara tra Fiorentina e Inter, a causa del malore occorso al centrocampista dei toscani Bove; contestualmente il Napoli e l'Atalanta allungano la loro striscia di successi. Nel turno successivo si verifica un cambio della guardia in testa alla classifica, con i bergamaschi che superano il Milan e sopravanzano i campani, battuti in casa dalla Lazio. Intanto la Juventus, al terzo pareggio consecutivo, perde contatto con le prime posizioni. L'Atalanta conserva il primato solitario fino alla 17ª giornata: nel turno successivo, infatti, i bergamaschi impattano con la Lazio e vengono agganciati dal Napoli, che si impone col Venezia. Il turno che chiude l'anno solare è segnato anche dall'avvicendamento sulla panchina del Milan tra Fonseca e Conceição. La 19ª giornata, complice il rinvio della partita dell'Atalanta contro la Juventus per gli impegni di entrambe nella Supercoppa italiana, consente al Napoli, vittorioso contro la Fiorentina, di riconquistare la vetta solitaria della classifica. Alle spalle di Napoli e Atalanta, insegue l'Inter, che rinvia la sua partita contro il Bologna per l'impegno in Supercoppa italiana. Il girone d'andata si chiude con la Lazio in zona Champions, pur battuta dalla Roma nella stracittadina, mentre Juventus e Fiorentina occupano gli altri piazzamenti validi per la qualificazione alle coppe europee. Nella parte bassa della graduatoria, Lecce e Cagliari stazionano a pari punti al terzultimo posto, con Venezia e Monza a chiudere la classifica: i brianzoli, ultimi in solitaria, avvicendano Nesta con Bocchetti in panchina, nella speranza di risollevare le sorti della squadra.

#### Girone di ritorno

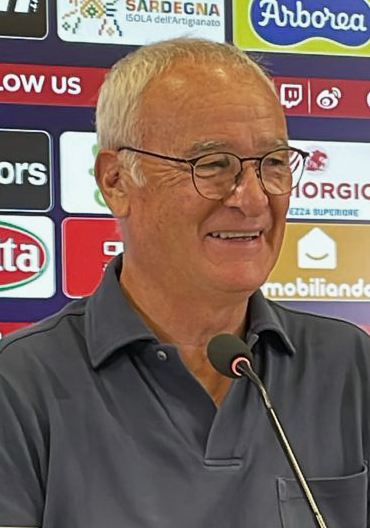
Claudio Ranieri eredita una al dodicesimo posto in classifica, conducendola poi fino al quinto posto finale e alla qualificazione in Europa League.

All'inizio del girone di ritorno, Napoli, Inter e Atalanta rimangono nelle prime tre posizioni, pur con risultati diversi: i partenopei vincono tre partite, compresi i due big match contro l'Atalanta e la Juventus, imponendo ai bianconeri la prima sconfitta stagionale, e poi inciampano in tre pareggi consecutivi, tra cui quelli contro Roma e Lazio, entrambi maturati all'Olimpico; l'Inter riparte con tre vittorie e un pari, ma poi colleziona quattro punti in quattro partite, pareggiando in rimonta nel derby, e maturando due sconfitte, nella prosecuzione della 14ª giornata contro la Fiorentina, e nel derby d'Italia contro la Juventus, che nega ai nerazzurri il sorpasso sui partenopei; l'Atalanta, pur pareggiando contro la Juventus nel recupero della 19ª giornata e perdendo in casa contro il Napoli, totalizza otto punti nelle successive quattro gare e stacca la Juventus; i bianconeri raccolgono un pari nel derby e quello succitato con l'Atalanta, prima di guadagnare dodici punti in cinque partite, che li posizionano quarti a pari merito con la Lazio. Il Milan rimane attardato rispetto alla zona Champions e viene appaiato dal Bologna; alle spalle di meneghini e bolognesi, sale la Roma, capace di totalizzare quattordici punti in sei turni. Nella zona bassa della classifica, il Monza non beneficia dell'arrivo di Bocchetti e, dopo una netta sconfitta contro la Lazio, richiama in panchina Nesta. Il Venezia resta alle spalle di Verona, Empoli e Parma: i ducali, in crisi di risultati, esonerano Pecchia in favore di Chivu dopo una sconfitta casalinga con la Roma.
Alla 25ª giornata si registra un nuovo avvicendamento in testa alla classifica, per effetto della sconfitta del Napoli in casa del neopromosso Como e la vittoria dell'Inter contro il Genoa. Nel turno successivo, è in programma lo scontro diretto tra meneghini e partenopei, che termina in pareggio; nel frattempo il Milan, in preda a contestazioni da parte del tifo rossonero per lo scarso rendimento stagionale, cade in casa contro la Lazio e si distanzia dal Bologna, che già si era imposto sul Diavolo nel recupero della 9ª giornata. In zona scudetto, oltre a Inter e Napoli, anche l'Atalanta non va oltre un pari a reti bianche col Venezia. L'Inter poi consolida il primo posto vincendo contro Monza (nel frattempo tornato a Nesta) e Atalanta, fermando i bergamaschi che erano reduci da un poker di reti contro la Juventus; i partenopei, che ritornano alla vittoria in casa con la Fiorentina e poi pareggiano a reti inviolate contro il Venezia, arrivano alla sosta con tre punti in meno rispetto ai nerazzurri. Il quarto posto è conteso da Bologna, Juventus e Lazio: se i felsinei collezionano tre vittorie consecutive (tra cui un 5-0 interno alla Lazio), la Juventus vince contro il Verona, ma poi crolla in casa contro i succitati bergamaschi e in trasferta contro la Fiorentina: le due sconfitte consecutive costano l'esonero a Motta, sostituito da Tudor. La Lazio, tra i succitati risultati con Milan e Bologna, pareggia in casa contro l'Udinese. Il Milan si ridesta dalla crisi vincendo in rimonta dapprima a Lecce e poi in casa col Como, rimanendo davanti alla Roma, che allunga la propria striscia di vittorie consecutive a sei vincendo contro Como, Empoli e Cagliari.

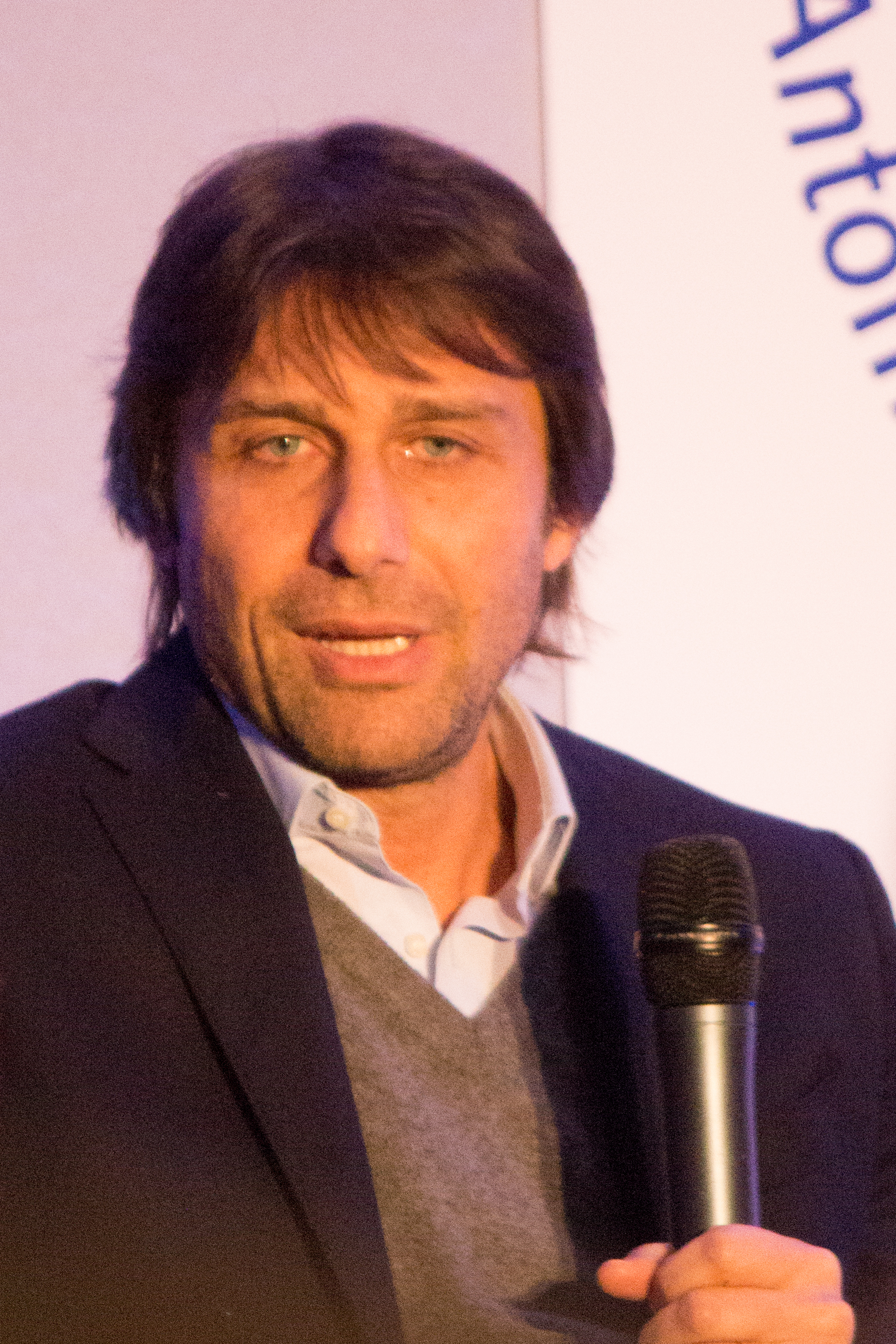
Antonio Conte, tornato in Italia per guidare il, vince lo scudetto, il quinto personale da allenatore e il quarto per la formazione partenopea.

Al ritorno dalla sosta per le nazionali di marzo, la distanza tra Inter e Napoli resta invariata per tre giornate: i meneghini e i partenopei, infatti, raccolgono entrambi due vittorie e un pareggio, rispettivamente a Parma e a Bologna. L'Atalanta si stacca definitivamente dalle due squadre di testa, perdendo contro la Fiorentina e la Lazio, prima di battere il Bologna e favorire il sorpasso della Juventus sui felsinei in zona Champions. Nella parte bassa, il Como si tira fuori dalla lotta salvezza, raccogliendo due vittorie e un pareggio. Alla 33ª giornata, l'Inter perde contro il Bologna e, complice la vittoria del Napoli a Monza, viene agganciata in testa alla classifica; il successo dei bolognesi vale anche il contro-sorpasso alla Juventus, che perde a Parma, in una delle quattro partite rinviate di due giorni per la morte di Papa Francesco. Nel turno successivo, i nerazzurri perdono in casa con la Roma, rientrata in lotta per la Champions League, e cedono il passo al Napoli, che supera in casa il Torino. Alla 35ª giornata arriva il primo verdetto: il Monza, incapace di recuperare punti sulle dirette concorrenti per la salvezza, perde per 4-0 in casa contro l'Atalanta e retrocede in Serie B dopo tre anni consecutivi in massima serie. Negli ultimi tre turni si assiste ad un serrato confronto tra Inter e Napoli deciso all'ultima giornata dalla vittoria degli azzurri sul Cagliari, che consegna loro il quarto scudetto della storia del club. All'ultima giornata si decidono inoltre le lotte per la retrocessione e per i piazzamenti europei: Parma e Lecce si salvano vincendo rispettivamente contro Atalanta, già certa della qualificazione in Champions League, e Lazio; i biancocelesti si vedono precludere la qualificazione alle competizioni europee per la prima volta dopo ben nove stagioni, stanti le vittorie di Fiorentina, che si qualifica in Conference League per il quarto anno consecutivo, contro l'Udinese, della Roma, in Europa League assieme al Bologna vincitore della Coppa Italia, contro il Torino, e della Juventus, in Champions League, contro il Venezia: quest'ultimo risultato determina la retrocessione dei lagunari. L'Empoli, che perde in casa col Verona l'ennesimo scontro cruciale, retrocede dopo quattro anni consecutivi trascorsi in massima serie a seguito di un crollo verticale nel girone di ritorno, con cinque mesi consecutivi senza vittorie.

## Squadre partecipanti
| Club       | Stagione | Città       | Stadio                         | Stagione precedente                           |
| ---------- | -------- | ----------- | ------------------------------ | --------------------------------------------- |
| Atalanta   | dettagli | Bergamo     | Stadio Atleti Azzurri d'Italia | 4º posto in Serie A                           |
| Bologna    | dettagli | Bologna     | Stadio Renato Dall'Ara         | 5º posto in Serie A                           |
| Cagliari   | dettagli | Cagliari    | Unipol Domus                   | 16º posto in Serie A                          |
| Como       | dettagli | Como        | Stadio Giuseppe Sinigaglia     | 2º posto in Serie B, promosso                 |
| Empoli     | dettagli | Empoli (FI) | Stadio Carlo Castellani        | 17º posto in Serie A                          |
| Fiorentina | dettagli | Firenze     | Stadio Artemio Franchi         | 8º posto in Serie A                           |
| Genoa      | dettagli | Genova      | Stadio Luigi Ferraris          | 11º posto in Serie A                          |
| Inter      | dettagli | Milano      | Stadio Giuseppe Meazza         | 1º posto in Serie A                           |
| Juventus   | dettagli | Torino      | Juventus Stadium               | 3º posto in Serie A                           |
| Lazio      | dettagli | Roma        | Stadio Olimpico                | 7º posto in Serie A                           |
| Lecce      | dettagli | Lecce       | Stadio Via del mare            | 14º posto in Serie A                          |
| Milan      | dettagli | Milano      | Stadio Giuseppe Meazza         | 2º posto in Serie A                           |
| Monza      | dettagli | Monza       | Stadio Brianteo                | 12º posto in Serie A                          |
| Napoli     | dettagli | Napoli      | Stadio Diego Armando Maradona  | 10º posto in Serie A                          |
| Parma      | dettagli | Parma       | Stadio Ennio Tardini           | 1º posto in Serie B, promosso                 |
| Roma       | dettagli | Roma        | Stadio Olimpico                | 6º posto in Serie A                           |
| Torino     | dettagli | Torino      | Stadio Olimpico Grande Torino  | 9º posto in Serie A                           |
| Udinese    | dettagli | Udine       | Stadio Friuli                  | 15º posto in Serie A                          |
| Venezia    | dettagli | Venezia     | Stadio Pier Luigi Penzo        | 3º posto in Serie B, promosso dopo i play-off |
| Verona     | dettagli | Verona      | Stadio Marcantonio Bentegodi   | 13º posto in Serie A                          |

## Allenatori e primatisti
| Squadra    | Allenatore                                                                                     | Giocatore più presente (tra parentesi il numero delle presenze)        | Capocannoniere (tra parentesi il numero dei gol segnati) |
| ---------- | ---------------------------------------------------------------------------------------------- | ---------------------------------------------------------------------- | -------------------------------------------------------- |
| Atalanta   | Gian Piero Gasperini                                                                           | Éderson (37)                                                           | Mateo Retegui (25)                                       |
| Bologna    | Vincenzo Italiano                                                                              | Remo Freuler (37)                                                      | Riccardo Orsolini (15)                                   |
| Cagliari   | Davide Nicola                                                                                  | Tommaso Augello (38)                                                   | Roberto Piccoli (10)                                     |
| Como       | Cesc Fàbregas                                                                                  | Gabriel Strefezza (37)                                                 | Assane Diao (8)                                          |
| Empoli     | Roberto D'Aversa                                                                               | Lorenzo Colombo, Emmanuel Gyasi (37)                                   | Sebastiano Esposito (8)                                  |
| Fiorentina | Raffaele Palladino                                                                             | Luca Ranieri (36)                                                      | Moise Kean (19)                                          |
| Genoa      | Alberto Gilardino (1ª-12ª) Patrick Vieira (13ª-38ª)                                            | Aarón Martín, Andrea Pinamonti, Johan Vásquez (36)                     | Andrea Pinamonti (10)                                    |
| Inter      | Simone Inzaghi                                                                                 | Nicolò Barella, Alessandro Bastoni, Federico Dimarco, Yann Sommer (33) | Marcus Thuram (14)                                       |
| Juventus   | Thiago Motta (1ª-29ª) Igor Tudor (30ª-38ª)                                                     | Manuel Locatelli (36)                                                  | Dušan Vlahović (10)                                      |
| Lazio      | Marco Baroni                                                                                   | Mattéo Guendouzi, Gustav Isaksen (37)                                  | Valentín Castellanos, Pedro (10)                         |
| Lecce      | Luca Gotti (1ª-12ª) Marco Giampaolo (13ª-38ª)                                                  | Federico Baschirotto, Lassana Coulibaly, Wladimiro Falcone (38)        | Nikola Krstović (11)                                     |
| Milan      | Paulo Fonseca (1ª-8ª) Sérgio Conceição (9ª) Paulo Fonseca (10ª-18ª) Sérgio Conceição (19ª-38ª) | Mike Maignan, Tijjani Reijnders (37)                                   | Christian Pulisic (11)                                   |
| Monza      | Alessandro Nesta (1ª-17ª) Salvatore Bocchetti (18ª-24ª) Alessandro Nesta (25ª-38ª)             | Pedro Pereira (35)                                                     | Dany Mota (5)                                            |
| Napoli     | Antonio Conte                                                                                  | Amir Rrahmani (38)                                                     | Romelu Lukaku (14)                                       |
| Parma      | Fabio Pecchia (1ª-25ª) Cristian Chivu (26ª-38ª)                                                | Ange-Yoan Bonny (38)                                                   | Ange-Yoan Bonny (6)                                      |
| Roma       | Daniele De Rossi (1ª-4ª) Ivan Jurić (5ª-12ª) Claudio Ranieri (13ª-38ª)                         | Angeliño, Evan N'Dicka, Mile Svilar (38)                               | Artem Dovbyk (12)                                        |
| Torino     | Paolo Vanoli                                                                                   | Vanja Milinković-Savić (37)                                            | Ché Adams (9)                                            |
| Udinese    | Kosta Runjaić                                                                                  | Jesper Karlström (37)                                                  | Lorenzo Lucca (12)                                       |
| Venezia    | Eusebio Di Francesco                                                                           | Gaetano Oristanio (37)                                                 | Joel Pohjanpalo (6)                                      |
| Verona     | Paolo Zanetti                                                                                  | Lorenzo Montipò, Daniel Mosquera, Jackson Tchatchoua (36)              | Casper Tengstedt (6)                                     |

## Classifica finale
|         | Pos. | Squadra    | Pt | G  | V  | N  | P  | GF | GS | DR  |
| ------- | ---- | ---------- | -- | -- | -- | -- | -- | -- | -- | --- |
|         | 1.   | Napoli     | 82 | 38 | 24 | 10 | 4  | 59 | 27 | +32 |
|         | 2.   | Inter      | 81 | 38 | 24 | 9  | 5  | 79 | 35 | +44 |
|         | 3.   | Atalanta   | 74 | 38 | 22 | 8  | 8  | 78 | 37 | +41 |
|         | 4.   | Juventus   | 70 | 38 | 18 | 16 | 4  | 58 | 35 | +23 |
|         | 5.   | Roma       | 69 | 38 | 20 | 9  | 9  | 56 | 35 | +21 |
|         | 6.   | Fiorentina | 65 | 38 | 19 | 8  | 11 | 60 | 41 | +19 |
|         | 7.   | Lazio      | 65 | 38 | 18 | 11 | 9  | 61 | 49 | +12 |
|         | 8.   | Milan      | 63 | 38 | 18 | 9  | 11 | 61 | 43 | +18 |
| [ 133 ] | 9.   | Bologna    | 62 | 38 | 16 | 14 | 8  | 57 | 47 | +10 |
|         | 10.  | Como       | 49 | 38 | 13 | 10 | 15 | 49 | 52 | -3  |
|         | 11.  | Torino     | 44 | 38 | 10 | 14 | 14 | 39 | 45 | -6  |
|         | 12.  | Udinese    | 44 | 38 | 12 | 8  | 18 | 41 | 56 | -15 |
|         | 13.  | Genoa      | 43 | 38 | 10 | 13 | 15 | 37 | 49 | -12 |
|         | 14.  | Verona     | 37 | 38 | 10 | 7  | 21 | 34 | 66 | -32 |
|         | 15.  | Cagliari   | 36 | 38 | 9  | 9  | 20 | 40 | 56 | -16 |
|         | 16.  | Parma      | 36 | 38 | 7  | 15 | 16 | 44 | 58 | -14 |
|         | 17.  | Lecce      | 34 | 38 | 8  | 10 | 20 | 27 | 58 | -31 |
|         | 18.  | Empoli     | 31 | 38 | 6  | 13 | 19 | 33 | 59 | -26 |
|         | 19.  | Venezia    | 29 | 38 | 5  | 14 | 19 | 32 | 56 | -24 |
|         | 20.  | Monza      | 18 | 38 | 3  | 9  | 26 | 28 | 69 | -41 |

Legenda:
      Campione d'Italia e ammessa alla fase campionato della UEFA Champions League 2025-2026.
      Ammesse alla fase campionato della UEFA Champions League 2025-2026.
      Ammesse alla fase campionato della UEFA Europa League 2025-2026.
      Ammessa agli spareggi della UEFA Conference League 2025-2026.
      Retrocesse in Serie B 2025-2026.
Regolamento:
Tre punti per la vittoria, uno per il pareggio, zero per la sconfitta.
In caso di arrivo di due o più squadre a pari punti, la graduatoria finale verrà stilata secondo la classifica avulsa tra le squadre interessate, ad eccezione dell'assegnazione dello scudetto e del quartultimo posto (ultimo posto salvezza), per i quali è previsto uno spareggio.
La classifica avulsa è compilata sulla base dei seguenti criteri:
- Punti negli scontri diretti
- Differenza reti negli scontri diretti
- Differenza reti generale
- Reti realizzate in generale
- Sorteggio

Nel caso in cui, per lo scudetto e per l'ultimo posto salvezza, si trovassero a pari punti più di due squadre, le due che dovranno partecipare allo spareggio saranno individuate attraverso la classifica avulsa.

### Squadra campione
| Formazione tipo (4-3-3) | Giocatori (presenze)       |
| --- | -------------------------- |
| Meret Di Lorenzo Rrahmani Buongiorno Olivera Anguissa Lobotka McTominay Politano Neres Lukaku | Alex Meret (34)            |
| Meret Di Lorenzo Rrahmani Buongiorno Olivera Anguissa Lobotka McTominay Politano Neres Lukaku | Giovanni Di Lorenzo (37)   |
| Meret Di Lorenzo Rrahmani Buongiorno Olivera Anguissa Lobotka McTominay Politano Neres Lukaku | Amir Rrahmani (38)         |
| Meret Di Lorenzo Rrahmani Buongiorno Olivera Anguissa Lobotka McTominay Politano Neres Lukaku | Alessandro Buongiorno (22) |
| Meret Di Lorenzo Rrahmani Buongiorno Olivera Anguissa Lobotka McTominay Politano Neres Lukaku | Mathías Olivera (32)       |
| Meret Di Lorenzo Rrahmani Buongiorno Olivera Anguissa Lobotka McTominay Politano Neres Lukaku | André-Frank Anguissa (35)  |
| Meret Di Lorenzo Rrahmani Buongiorno Olivera Anguissa Lobotka McTominay Politano Neres Lukaku | Stanislav Lobotka (32)     |
| Meret Di Lorenzo Rrahmani Buongiorno Olivera Anguissa Lobotka McTominay Politano Neres Lukaku | Scott McTominay (34)       |
| Meret Di Lorenzo Rrahmani Buongiorno Olivera Anguissa Lobotka McTominay Politano Neres Lukaku | Matteo Politano (37)       |
| Meret Di Lorenzo Rrahmani Buongiorno Olivera Anguissa Lobotka McTominay Politano Neres Lukaku | David Neres (28)           |
| Meret Di Lorenzo Rrahmani Buongiorno Olivera Anguissa Lobotka McTominay Politano Neres Lukaku | Romelu Lukaku (36)         |
| Altri giocatori: Giovanni Simeone (30), Leonardo Spinazzola (27), Giacomo Raspadori (26), Billy Gilmour (26), Pasquale Mazzocchi (20), Cyril Ngonge (18), Khvicha K'varatskhelia (17), Juan Jesus (15), Philip Billing (10), Michael Folorunsho (6), Rafa Marín (4), Elia Caprile (4), Noah Okafor (4), Alessio Zerbin (2), Simone Scuffet (1), Walid Cheddira (1). |                            |

## Risultati

### Tabellone
Ogni riga indica i risultati casalinghi della squadra segnata a inizio della riga, contro le squadre segnate colonna per colonna (che invece avranno giocato l'incontro in trasferta). Al contrario, leggendo la colonna di una squadra si avranno i risultati ottenuti dalla stessa in trasferta, contro le squadre segnate in ogni riga, che invece avranno giocato l'incontro in casa.
|            | ATA  | BOL  | CAG  | COM  | EMP  | FIO  | GEN  | INT  | JUV  | LAZ  | LEC  | MIL  | MON  | NAP  | PAR  | ROM  | TOR  | UDI  | VEN  | VER  |
| ---------- | ---- | ---- | ---- | ---- | ---- | ---- | ---- | ---- | ---- | ---- | ---- | ---- | ---- | ---- | ---- | ---- | ---- | ---- | ---- | ---- |
| Atalanta   | –––– | 2-0  | 0-0  | 2-3  | 3-2  | 3-2  | 5-1  | 0-2  | 1-1  | 0-1  | 1-1  | 2-1  | 2-0  | 2-3  | 2-3  | 2-1  | 1-1  | 2-1  | 0-0  | 6-1  |
| Bologna    | 1-1  | –––– | 2-1  | 2-0  | 1-1  | 1-0  | 1-3  | 1-0  | 1-1  | 5-0  | 1-0  | 2-1  | 3-1  | 1-1  | 0-0  | 2-2  | 3-2  | 1-1  | 3-0  | 2-3  |
| Cagliari   | 0-1  | 0-2  | –––– | 1-1  | 0-2  | 1-2  | 1-1  | 0-3  | 0-1  | 1-2  | 4-1  | 3-3  | 3-0  | 0-4  | 2-1  | 0-0  | 3-2  | 1-2  | 3-0  | 1-0  |
| Como       | 1-2  | 2-2  | 3-1  | –––– | 1-1  | 0-2  | 1-0  | 0-2  | 1-2  | 1-5  | 2-0  | 1-2  | 1-1  | 2-1  | 1-1  | 2-0  | 1-0  | 4-1  | 1-1  | 3-2  |
| Empoli     | 0-5  | 1-1  | 0-0  | 1-0  | –––– | 0-0  | 1-2  | 0-3  | 0-0  | 0-1  | 1-3  | 0-2  | 0-0  | 0-1  | 2-1  | 0-1  | 0-1  | 1-1  | 2-2  | 1-2  |
| Fiorentina | 1-0  | 3-2  | 1-0  | 0-2  | 2-1  | –––– | 2-1  | 3-0  | 3-0  | 2-1  | 1-0  | 2-1  | 2-2  | 0-3  | 0-0  | 5-1  | 1-1  | 1-2  | 0-0  | 3-1  |
| Genoa      | 2-3  | 2-2  | 2-2  | 1-1  | 1-1  | 0-1  | –––– | 2-2  | 0-3  | 0-2  | 2-1  | 1-2  | 2-0  | 1-2  | 1-0  | 1-1  | 0-0  | 1-0  | 2-0  | 0-2  |
| Inter      | 4-0  | 2-2  | 3-1  | 2-0  | 3-1  | 2-1  | 1-0  | –––– | 4-4  | 2-2  | 2-0  | 1-2  | 3-2  | 1-1  | 3-1  | 0-1  | 3-2  | 2-1  | 1-0  | 1-0  |
| Juventus   | 0-4  | 2-2  | 1-1  | 3-0  | 4-1  | 2-2  | 1-0  | 1-0  | –––– | 1-0  | 2-1  | 2-0  | 2-0  | 0-0  | 2-2  | 0-0  | 2-0  | 2-0  | 2-2  | 2-0  |
| Lazio      | 1-1  | 3-0  | 2-1  | 1-1  | 2-1  | 1-2  | 3-0  | 0-6  | 1-1  | –––– | 0-1  | 2-2  | 5-1  | 2-2  | 2-2  | 1-1  | 1-1  | 1-1  | 3-1  | 2-1  |
| Lecce      | 0-4  | 0-0  | 1-0  | 0-3  | 1-1  | 0-6  | 0-0  | 0-4  | 1-1  | 1-2  | –––– | 2-3  | 2-1  | 0-1  | 2-2  | 0-1  | 1-0  | 0-1  | 1-1  | 1-0  |
| Milan      | 0-1  | 3-1  | 1-1  | 2-1  | 3-0  | 2-2  | 0-0  | 1-1  | 0-0  | 1-2  | 3-0  | –––– | 2-0  | 0-2  | 3-2  | 1-1  | 2-2  | 1-0  | 4-0  | 1-0  |
| Monza      | 0-4  | 1-2  | 1-2  | 1-3  | 1-3  | 2-1  | 0-1  | 1-1  | 1-2  | 0-1  | 0-0  | 0-1  | –––– | 0-1  | 1-1  | 1-1  | 0-2  | 1-2  | 2-2  | 0-1  |
| Napoli     | 0-3  | 3-0  | 2-0  | 3-1  | 3-0  | 2-1  | 2-2  | 1-1  | 2-1  | 0-1  | 1-0  | 2-1  | 2-0  | –––– | 2-1  | 1-0  | 2-0  | 1-1  | 1-0  | 2-0  |
| Parma      | 1-3  | 2-0  | 2-3  | 0-1  | 1-1  | 1-1  | 0-1  | 2-2  | 1-0  | 3-1  | 1-3  | 2-1  | 2-1  | 0-0  | –––– | 0-1  | 2-2  | 2-3  | 1-1  | 2-3  |
| Roma       | 0-2  | 2-3  | 1-0  | 2-1  | 1-2  | 1-0  | 3-1  | 0-1  | 1-1  | 2-0  | 4-1  | 3-1  | 4-0  | 1-1  | 5-0  | –––– | 1-0  | 3-0  | 2-1  | 1-0  |
| Torino     | 2-1  | 0-2  | 2-0  | 1-0  | 1-0  | 0-1  | 1-1  | 0-2  | 1-1  | 2-3  | 0-0  | 2-1  | 1-1  | 0-1  | 0-0  | 0-2  | –––– | 2-0  | 1-1  | 1-1  |
| Udinese    | 0-0  | 0-0  | 2-0  | 1-0  | 3-0  | 2-3  | 0-2  | 2-3  | 0-2  | 2-1  | 1-0  | 0-4  | 1-2  | 1-3  | 1-0  | 1-2  | 2-2  | –––– | 3-2  | 0-1  |
| Venezia    | 0-2  | 0-1  | 2-1  | 2-2  | 1-1  | 2-1  | 2-0  | 0-1  | 2-3  | 0-0  | 0-1  | 0-2  | 1-0  | 0-0  | 1-2  | 0-1  | 0-1  | 3-2  | –––– | 1-1  |
| Verona     | 0-5  | 1-2  | 0-2  | 1-1  | 1-4  | 1-0  | 0-0  | 0-5  | 0-3  | 0-3  | 1-1  | 0-1  | 0-3  | 3-0  | 0-0  | 3-2  | 2-3  | 0-0  | 2-1  | –––– |

### Calendario
Il calendario è stato sorteggiato il 4 luglio 2024 nell'auditorium di RDS a Roma.

#### Girone di andata
|         | 1ª giornata      |     |
|         |                  |     |
| 18 ago. | Bologna-Udinese  | 1-1 |
| 18 ago. | Cagliari-Roma    | 0-0 |
| 17 ago. | Empoli-Monza     | 0-0 |
| 17 ago. | Genoa-Inter      | 2-2 |
| 19 ago. | Juventus-Como    | 3-0 |
| 18 ago. | Lazio-Venezia    | 3-1 |
| 19 ago. | Lecce-Atalanta   | 0-4 |
| 17 ago. | Milan-Torino     | 2-2 |
| 17 ago. | Parma-Fiorentina | 1-1 |
| 18 ago. | Verona-Napoli    | 3-0 |

|         | 2ª giornata        |     |
|         |                    |     |
| 26 ago. | Cagliari-Como      | 1-1 |
| 25 ago. | Fiorentina-Venezia | 0-0 |
| 24 ago. | Inter-Lecce        | 2-0 |
| 24 ago. | Monza-Genoa        | 0-1 |
| 25 ago. | Napoli-Bologna     | 3-0 |
| 24 ago. | Parma-Milan        | 2-1 |
| 25 ago. | Roma-Empoli        | 1-2 |
| 25 ago. | Torino-Atalanta    | 2-1 |
| 24 ago. | Udinese-Lazio      | 2-1 |
| 26 ago. | Verona-Juventus    | 0-3 |

|         | 1ª giornata      |     |
|         |                  |     |
| 18 ago. | Bologna-Udinese  | 1-1 |
| 18 ago. | Cagliari-Roma    | 0-0 |
| 17 ago. | Empoli-Monza     | 0-0 |
| 17 ago. | Genoa-Inter      | 2-2 |
| 19 ago. | Juventus-Como    | 3-0 |
| 18 ago. | Lazio-Venezia    | 3-1 |
| 19 ago. | Lecce-Atalanta   | 0-4 |
| 17 ago. | Milan-Torino     | 2-2 |
| 17 ago. | Parma-Fiorentina | 1-1 |
| 18 ago. | Verona-Napoli    | 3-0 |

|         | 2ª giornata        |     |
|         |                    |     |
| 26 ago. | Cagliari-Como      | 1-1 |
| 25 ago. | Fiorentina-Venezia | 0-0 |
| 24 ago. | Inter-Lecce        | 2-0 |
| 24 ago. | Monza-Genoa        | 0-1 |
| 25 ago. | Napoli-Bologna     | 3-0 |
| 24 ago. | Parma-Milan        | 2-1 |
| 25 ago. | Roma-Empoli        | 1-2 |
| 25 ago. | Torino-Atalanta    | 2-1 |
| 24 ago. | Udinese-Lazio      | 2-1 |
| 26 ago. | Verona-Juventus    | 0-3 |

|         | 3ª giornata      |     |
|         |                  |     |
| 31 ago. | Bologna-Empoli   | 1-1 |
| 1º set. | Fiorentina-Monza | 2-2 |
| 1º set. | Genoa-Verona     | 0-2 |
| 30 ago. | Inter-Atalanta   | 4-0 |
| 1º set. | Juventus-Roma    | 0-0 |
| 31 ago. | Lazio-Milan      | 2-2 |
| 31 ago. | Lecce-Cagliari   | 1-0 |
| 31 ago. | Napoli-Parma     | 2-1 |
| 1º set. | Udinese-Como     | 1-0 |
| 30 ago. | Venezia-Torino   | 0-1 |

|         | 4ª giornata         |     |
|         |                     |     |
| 15 set. | Atalanta-Fiorentina | 3-2 |
| 15 set. | Cagliari-Napoli     | 0-4 |
| 14 set. | Como-Bologna        | 2-2 |
| 14 set. | Empoli-Juventus     | 0-0 |
| 15 set. | Genoa-Roma          | 1-1 |
| 16 set. | Lazio-Verona        | 2-1 |
| 14 set. | Milan-Venezia       | 4-0 |
| 15 set. | Monza-Inter         | 1-1 |
| 16 set. | Parma-Udinese       | 2-3 |
| 15 set. | Torino-Lecce        | 0-0 |

|         | 3ª giornata      |     |
|         |                  |     |
| 31 ago. | Bologna-Empoli   | 1-1 |
| 1º set. | Fiorentina-Monza | 2-2 |
| 1º set. | Genoa-Verona     | 0-2 |
| 30 ago. | Inter-Atalanta   | 4-0 |
| 1º set. | Juventus-Roma    | 0-0 |
| 31 ago. | Lazio-Milan      | 2-2 |
| 31 ago. | Lecce-Cagliari   | 1-0 |
| 31 ago. | Napoli-Parma     | 2-1 |
| 1º set. | Udinese-Como     | 1-0 |
| 30 ago. | Venezia-Torino   | 0-1 |

|         | 4ª giornata         |     |
|         |                     |     |
| 15 set. | Atalanta-Fiorentina | 3-2 |
| 15 set. | Cagliari-Napoli     | 0-4 |
| 14 set. | Como-Bologna        | 2-2 |
| 14 set. | Empoli-Juventus     | 0-0 |
| 15 set. | Genoa-Roma          | 1-1 |
| 16 set. | Lazio-Verona        | 2-1 |
| 14 set. | Milan-Venezia       | 4-0 |
| 15 set. | Monza-Inter         | 1-1 |
| 16 set. | Parma-Udinese       | 2-3 |
| 15 set. | Torino-Lecce        | 0-0 |

|         | 5ª giornata      |     |
|         |                  |     |
| 24 set. | Atalanta-Como    | 2-3 |
| 20 set. | Cagliari-Empoli  | 0-2 |
| 22 set. | Fiorentina-Lazio | 2-1 |
| 22 set. | Inter-Milan      | 1-2 |
| 21 set. | Juventus-Napoli  | 0-0 |
| 21 set. | Lecce-Parma      | 2-2 |
| 22 set. | Monza-Bologna    | 1-2 |
| 22 set. | Roma-Udinese     | 3-0 |
| 21 set. | Venezia-Genoa    | 2-0 |
| 20 set. | Verona-Torino    | 2-3 |

|         | 6ª giornata       |     |
|         |                   |     |
| 28 set. | Bologna-Atalanta  | 1-1 |
| 29 set. | Como-Verona       | 3-2 |
| 29 set. | Empoli-Fiorentina | 0-0 |
| 28 set. | Genoa-Juventus    | 0-3 |
| 27 set. | Milan-Lecce       | 3-0 |
| 29 set. | Napoli-Monza      | 2-0 |
| 30 set. | Parma-Cagliari    | 2-3 |
| 29 set. | Roma-Venezia      | 2-1 |
| 29 set. | Torino-Lazio      | 2-3 |
| 28 set. | Udinese-Inter     | 2-3 |

|         | 5ª giornata      |     |
|         |                  |     |
| 24 set. | Atalanta-Como    | 2-3 |
| 20 set. | Cagliari-Empoli  | 0-2 |
| 22 set. | Fiorentina-Lazio | 2-1 |
| 22 set. | Inter-Milan      | 1-2 |
| 21 set. | Juventus-Napoli  | 0-0 |
| 21 set. | Lecce-Parma      | 2-2 |
| 22 set. | Monza-Bologna    | 1-2 |
| 22 set. | Roma-Udinese     | 3-0 |
| 21 set. | Venezia-Genoa    | 2-0 |
| 20 set. | Verona-Torino    | 2-3 |

|         | 6ª giornata       |     |
|         |                   |     |
| 28 set. | Bologna-Atalanta  | 1-1 |
| 29 set. | Como-Verona       | 3-2 |
| 29 set. | Empoli-Fiorentina | 0-0 |
| 28 set. | Genoa-Juventus    | 0-3 |
| 27 set. | Milan-Lecce       | 3-0 |
| 29 set. | Napoli-Monza      | 2-0 |
| 30 set. | Parma-Cagliari    | 2-3 |
| 29 set. | Roma-Venezia      | 2-1 |
| 29 set. | Torino-Lazio      | 2-3 |
| 28 set. | Udinese-Inter     | 2-3 |

|        | 7ª giornata       |     |
|        |                   |     |
| 5 ott. | Atalanta-Genoa    | 5-1 |
| 6 ott. | Bologna-Parma     | 0-0 |
| 6 ott. | Fiorentina-Milan  | 2-1 |
| 5 ott. | Inter-Torino      | 3-2 |
| 6 ott. | Juventus-Cagliari | 1-1 |
| 6 ott. | Lazio-Empoli      | 2-1 |
| 6 ott. | Monza-Roma        | 1-1 |
| 4 ott. | Napoli-Como       | 3-1 |
| 5 ott. | Udinese-Lecce     | 1-0 |
| 4 ott. | Verona-Venezia    | 2-1 |

|         | 8ª giornata      |     |
|         |                  |     |
| 20 ott. | Cagliari-Torino  | 3-2 |
| 19 ott. | Como-Parma       | 1-1 |
| 20 ott. | Empoli-Napoli    | 0-1 |
| 19 ott. | Genoa-Bologna    | 2-2 |
| 19 ott. | Juventus-Lazio   | 1-0 |
| 20 ott. | Lecce-Fiorentina | 0-6 |
| 19 ott. | Milan-Udinese    | 1-0 |
| 20 ott. | Roma-Inter       | 0-1 |
| 20 ott. | Venezia-Atalanta | 0-2 |
| 21 ott. | Verona-Monza     | 0-3 |

|        | 7ª giornata       |     |
|        |                   |     |
| 5 ott. | Atalanta-Genoa    | 5-1 |
| 6 ott. | Bologna-Parma     | 0-0 |
| 6 ott. | Fiorentina-Milan  | 2-1 |
| 5 ott. | Inter-Torino      | 3-2 |
| 6 ott. | Juventus-Cagliari | 1-1 |
| 6 ott. | Lazio-Empoli      | 2-1 |
| 6 ott. | Monza-Roma        | 1-1 |
| 4 ott. | Napoli-Como       | 3-1 |
| 5 ott. | Udinese-Lecce     | 1-0 |
| 4 ott. | Verona-Venezia    | 2-1 |

|         | 8ª giornata      |     |
|         |                  |     |
| 20 ott. | Cagliari-Torino  | 3-2 |
| 19 ott. | Como-Parma       | 1-1 |
| 20 ott. | Empoli-Napoli    | 0-1 |
| 19 ott. | Genoa-Bologna    | 2-2 |
| 19 ott. | Juventus-Lazio   | 1-0 |
| 20 ott. | Lecce-Fiorentina | 0-6 |
| 19 ott. | Milan-Udinese    | 1-0 |
| 20 ott. | Roma-Inter       | 0-1 |
| 20 ott. | Venezia-Atalanta | 0-2 |
| 21 ott. | Verona-Monza     | 0-3 |

|         | 9ª giornata      |     |
|         |                  |     |
| 26 ott. | Atalanta-Verona  | 6-1 |
| 27 feb. | Bologna-Milan    | 2-1 |
| 27 ott. | Fiorentina-Roma  | 5-1 |
| 27 ott. | Inter-Juventus   | 4-4 |
| 27 ott. | Lazio-Genoa      | 3-0 |
| 27 ott. | Monza-Venezia    | 2-2 |
| 26 ott. | Napoli-Lecce     | 1-0 |
| 27 ott. | Parma-Empoli     | 1-1 |
| 25 ott. | Torino-Como      | 1-0 |
| 25 ott. | Udinese-Cagliari | 2-0 |

|         | 10ª giornata     |     |
|         |                  |     |
| 30 ott. | Atalanta-Monza   | 2-0 |
| 29 ott. | Cagliari-Bologna | 0-2 |
| 31 ott. | Como-Lazio       | 1-5 |
| 30 ott. | Empoli-Inter     | 0-3 |
| 31 ott. | Genoa-Fiorentina | 0-1 |
| 30 ott. | Juventus-Parma   | 2-2 |
| 29 ott. | Lecce-Verona     | 1-0 |
| 29 ott. | Milan-Napoli     | 0-2 |
| 31 ott. | Roma-Torino      | 1-0 |
| 30 ott. | Venezia-Udinese  | 3-2 |

|         | 9ª giornata      |     |
|         |                  |     |
| 26 ott. | Atalanta-Verona  | 6-1 |
| 27 feb. | Bologna-Milan    | 2-1 |
| 27 ott. | Fiorentina-Roma  | 5-1 |
| 27 ott. | Inter-Juventus   | 4-4 |
| 27 ott. | Lazio-Genoa      | 3-0 |
| 27 ott. | Monza-Venezia    | 2-2 |
| 26 ott. | Napoli-Lecce     | 1-0 |
| 27 ott. | Parma-Empoli     | 1-1 |
| 25 ott. | Torino-Como      | 1-0 |
| 25 ott. | Udinese-Cagliari | 2-0 |

|         | 10ª giornata     |     |
|         |                  |     |
| 30 ott. | Atalanta-Monza   | 2-0 |
| 29 ott. | Cagliari-Bologna | 0-2 |
| 31 ott. | Como-Lazio       | 1-5 |
| 30 ott. | Empoli-Inter     | 0-3 |
| 31 ott. | Genoa-Fiorentina | 0-1 |
| 30 ott. | Juventus-Parma   | 2-2 |
| 29 ott. | Lecce-Verona     | 1-0 |
| 29 ott. | Milan-Napoli     | 0-2 |
| 31 ott. | Roma-Torino      | 1-0 |
| 30 ott. | Venezia-Udinese  | 3-2 |

|        | 11ª giornata      |     |
|        |                   |     |
| 2 nov. | Bologna-Lecce     | 1-0 |
| 4 nov. | Empoli-Como       | 1-0 |
| 3 nov. | Inter-Venezia     | 1-0 |
| 4 nov. | Lazio-Cagliari    | 2-1 |
| 2 nov. | Monza-Milan       | 0-1 |
| 3 nov. | Napoli-Atalanta   | 0-3 |
| 4 nov. | Parma-Genoa       | 0-1 |
| 3 nov. | Torino-Fiorentina | 0-1 |
| 2 nov. | Udinese-Juventus  | 0-2 |
| 3 nov. | Verona-Roma       | 3-2 |

|         | 12ª giornata      |     |
|         |                   |     |
| 10 nov. | Atalanta-Udinese  | 2-1 |
| 9 nov.  | Cagliari-Milan    | 3-3 |
| 10 nov. | Fiorentina-Verona | 3-1 |
| 7 nov.  | Genoa-Como        | 1-1 |
| 10 nov. | Inter-Napoli      | 1-1 |
| 9 nov.  | Juventus-Torino   | 2-0 |
| 8 nov.  | Lecce-Empoli      | 1-1 |
| 10 nov. | Monza-Lazio       | 0-1 |
| 10 nov. | Roma-Bologna      | 2-3 |
| 9 nov.  | Venezia-Parma     | 1-2 |

|        | 11ª giornata      |     |
|        |                   |     |
| 2 nov. | Bologna-Lecce     | 1-0 |
| 4 nov. | Empoli-Como       | 1-0 |
| 3 nov. | Inter-Venezia     | 1-0 |
| 4 nov. | Lazio-Cagliari    | 2-1 |
| 2 nov. | Monza-Milan       | 0-1 |
| 3 nov. | Napoli-Atalanta   | 0-3 |
| 4 nov. | Parma-Genoa       | 0-1 |
| 3 nov. | Torino-Fiorentina | 0-1 |
| 2 nov. | Udinese-Juventus  | 0-2 |
| 3 nov. | Verona-Roma       | 3-2 |

|         | 12ª giornata      |     |
|         |                   |     |
| 10 nov. | Atalanta-Udinese  | 2-1 |
| 9 nov.  | Cagliari-Milan    | 3-3 |
| 10 nov. | Fiorentina-Verona | 3-1 |
| 7 nov.  | Genoa-Como        | 1-1 |
| 10 nov. | Inter-Napoli      | 1-1 |
| 9 nov.  | Juventus-Torino   | 2-0 |
| 8 nov.  | Lecce-Empoli      | 1-1 |
| 10 nov. | Monza-Lazio       | 0-1 |
| 10 nov. | Roma-Bologna      | 2-3 |
| 9 nov.  | Venezia-Parma     | 1-2 |

|         | 13ª giornata    |     |
|         |                 |     |
| 24 nov. | Como-Fiorentina | 0-2 |
| 25 nov. | Empoli-Udinese  | 1-1 |
| 24 nov. | Genoa-Cagliari  | 2-2 |
| 24 nov. | Lazio-Bologna   | 3-0 |
| 23 nov. | Milan-Juventus  | 0-0 |
| 24 nov. | Napoli-Roma     | 1-0 |
| 23 nov. | Parma-Atalanta  | 1-3 |
| 24 nov. | Torino-Monza    | 1-1 |
| 25 nov. | Venezia-Lecce   | 0-1 |
| 23 nov. | Verona-Inter    | 0-5 |

|         | 14ª giornata     |     |
|         |                  |     |
| 30 nov. | Bologna-Venezia  | 3-0 |
| 29 nov. | Cagliari-Verona  | 1-0 |
| 30 nov. | Como-Monza       | 1-1 |
| 1º dic. | Fiorentina-Inter | 3-0 |
| 1º dic. | Lecce-Juventus   | 1-1 |
| 30 nov. | Milan-Empoli     | 3-0 |
| 1º dic. | Parma-Lazio      | 3-1 |
| 2 dic.  | Roma-Atalanta    | 0-2 |
| 1º dic. | Torino-Napoli    | 0-1 |
| 1º dic. | Udinese-Genoa    | 0-2 |

|         | 13ª giornata    |     |
|         |                 |     |
| 24 nov. | Como-Fiorentina | 0-2 |
| 25 nov. | Empoli-Udinese  | 1-1 |
| 24 nov. | Genoa-Cagliari  | 2-2 |
| 24 nov. | Lazio-Bologna   | 3-0 |
| 23 nov. | Milan-Juventus  | 0-0 |
| 24 nov. | Napoli-Roma     | 1-0 |
| 23 nov. | Parma-Atalanta  | 1-3 |
| 24 nov. | Torino-Monza    | 1-1 |
| 25 nov. | Venezia-Lecce   | 0-1 |
| 23 nov. | Verona-Inter    | 0-5 |

|         | 14ª giornata     |     |
|         |                  |     |
| 30 nov. | Bologna-Venezia  | 3-0 |
| 29 nov. | Cagliari-Verona  | 1-0 |
| 30 nov. | Como-Monza       | 1-1 |
| 1º dic. | Fiorentina-Inter | 3-0 |
| 1º dic. | Lecce-Juventus   | 1-1 |
| 30 nov. | Milan-Empoli     | 3-0 |
| 1º dic. | Parma-Lazio      | 3-1 |
| 2 dic.  | Roma-Atalanta    | 0-2 |
| 1º dic. | Torino-Napoli    | 0-1 |
| 1º dic. | Udinese-Genoa    | 0-2 |

|        | 15ª giornata        |     |
|        |                     |     |
| 6 dic. | Atalanta-Milan      | 2-1 |
| 8 dic. | Fiorentina-Cagliari | 1-0 |
| 7 dic. | Genoa-Torino        | 0-0 |
| 6 dic. | Inter-Parma         | 3-1 |
| 7 dic. | Juventus-Bologna    | 2-2 |
| 9 dic. | Monza-Udinese       | 1-2 |
| 8 dic. | Napoli-Lazio        | 0-1 |
| 7 dic. | Roma-Lecce          | 4-1 |
| 8 dic. | Venezia-Como        | 2-2 |
| 8 dic. | Verona-Empoli       | 1-4 |

|         | 16ª giornata       |     |
|         |                    |     |
| 15 dic. | Bologna-Fiorentina | 1-0 |
| 14 dic. | Cagliari-Atalanta  | 0-1 |
| 15 dic. | Como-Roma          | 2-0 |
| 13 dic. | Empoli-Torino      | 0-1 |
| 14 dic. | Juventus-Venezia   | 2-2 |
| 16 dic. | Lazio-Inter        | 0-6 |
| 15 dic. | Lecce-Monza        | 2-1 |
| 15 dic. | Milan-Genoa        | 0-0 |
| 15 dic. | Parma-Verona       | 2-3 |
| 14 dic. | Udinese-Napoli     | 1-3 |

|        | 15ª giornata        |     |
|        |                     |     |
| 6 dic. | Atalanta-Milan      | 2-1 |
| 8 dic. | Fiorentina-Cagliari | 1-0 |
| 7 dic. | Genoa-Torino        | 0-0 |
| 6 dic. | Inter-Parma         | 3-1 |
| 7 dic. | Juventus-Bologna    | 2-2 |
| 9 dic. | Monza-Udinese       | 1-2 |
| 8 dic. | Napoli-Lazio        | 0-1 |
| 7 dic. | Roma-Lecce          | 4-1 |
| 8 dic. | Venezia-Como        | 2-2 |
| 8 dic. | Verona-Empoli       | 1-4 |

|         | 16ª giornata       |     |
|         |                    |     |
| 15 dic. | Bologna-Fiorentina | 1-0 |
| 14 dic. | Cagliari-Atalanta  | 0-1 |
| 15 dic. | Como-Roma          | 2-0 |
| 13 dic. | Empoli-Torino      | 0-1 |
| 14 dic. | Juventus-Venezia   | 2-2 |
| 16 dic. | Lazio-Inter        | 0-6 |
| 15 dic. | Lecce-Monza        | 2-1 |
| 15 dic. | Milan-Genoa        | 0-0 |
| 15 dic. | Parma-Verona       | 2-3 |
| 14 dic. | Udinese-Napoli     | 1-3 |

|         | 17ª giornata       |     |
|         |                    |     |
| 22 dic. | Atalanta-Empoli    | 3-2 |
| 23 dic. | Fiorentina-Udinese | 1-2 |
| 21 dic. | Genoa-Napoli       | 1-2 |
| 23 dic. | Inter-Como         | 2-0 |
| 21 dic. | Lecce-Lazio        | 1-2 |
| 22 dic. | Monza-Juventus     | 1-2 |
| 22 dic. | Roma-Parma         | 5-0 |
| 21 dic. | Torino-Bologna     | 0-2 |
| 22 dic. | Venezia-Cagliari   | 2-1 |
| 20 dic. | Verona-Milan       | 0-1 |

|         | 18ª giornata        |     |
|         |                     |     |
| 30 dic. | Bologna-Verona      | 2-3 |
| 28 dic. | Cagliari-Inter      | 0-3 |
| 30 dic. | Como-Lecce          | 2-0 |
| 28 dic. | Empoli-Genoa        | 1-2 |
| 29 dic. | Juventus-Fiorentina | 2-2 |
| 28 dic. | Lazio-Atalanta      | 1-1 |
| 29 dic. | Milan-Roma          | 1-1 |
| 29 dic. | Napoli-Venezia      | 1-0 |
| 28 dic. | Parma-Monza         | 2-1 |
| 29 dic. | Udinese-Torino      | 2-2 |

|         | 17ª giornata       |     |
|         |                    |     |
| 22 dic. | Atalanta-Empoli    | 3-2 |
| 23 dic. | Fiorentina-Udinese | 1-2 |
| 21 dic. | Genoa-Napoli       | 1-2 |
| 23 dic. | Inter-Como         | 2-0 |
| 21 dic. | Lecce-Lazio        | 1-2 |
| 22 dic. | Monza-Juventus     | 1-2 |
| 22 dic. | Roma-Parma         | 5-0 |
| 21 dic. | Torino-Bologna     | 0-2 |
| 22 dic. | Venezia-Cagliari   | 2-1 |
| 20 dic. | Verona-Milan       | 0-1 |

|         | 18ª giornata        |     |
|         |                     |     |
| 30 dic. | Bologna-Verona      | 2-3 |
| 28 dic. | Cagliari-Inter      | 0-3 |
| 30 dic. | Como-Lecce          | 2-0 |
| 28 dic. | Empoli-Genoa        | 1-2 |
| 29 dic. | Juventus-Fiorentina | 2-2 |
| 28 dic. | Lazio-Atalanta      | 1-1 |
| 29 dic. | Milan-Roma          | 1-1 |
| 29 dic. | Napoli-Venezia      | 1-0 |
| 28 dic. | Parma-Monza         | 2-1 |
| 29 dic. | Udinese-Torino      | 2-2 |

| \| \| 19ª giornata \| \| \| \| \| \| \| 14 gen. \| Atalanta-Juventus \| 1-1 \| \| 14 gen. \| Como-Milan \| 1-2 \| \| 4 gen. \| Fiorentina-Napoli \| 0-3 \| \| 15 gen. \| Inter-Bologna \| 2-2 \| \| 5 gen. \| Lecce-Genoa \| 0-0 \| \| 5 gen. \| Monza-Cagliari \| 1-2 \| \| 5 gen. \| Roma-Lazio \| 2-0 \| \| 5 gen. \| Torino-Parma \| 0-0 \| \| 4 gen. \| Venezia-Empoli \| 1-1 \| \| 4 gen. \| Verona-Udinese \| 0-0 \| |                   |     |
| | 19ª giornata      |     |
| |                   |     |
| 14 gen. | Atalanta-Juventus | 1-1 |
| 14 gen. | Como-Milan        | 1-2 |
| 4 gen. | Fiorentina-Napoli | 0-3 |
| 15 gen. | Inter-Bologna     | 2-2 |
| 5 gen. | Lecce-Genoa       | 0-0 |
| 5 gen. | Monza-Cagliari    | 1-2 |
| 5 gen. | Roma-Lazio        | 2-0 |
| 5 gen. | Torino-Parma      | 0-0 |
| 4 gen. | Venezia-Empoli    | 1-1 |
| 4 gen. | Verona-Udinese    | 0-0 |

|         | 19ª giornata      |     |
|         |                   |     |
| 14 gen. | Atalanta-Juventus | 1-1 |
| 14 gen. | Como-Milan        | 1-2 |
| 4 gen.  | Fiorentina-Napoli | 0-3 |
| 15 gen. | Inter-Bologna     | 2-2 |
| 5 gen.  | Lecce-Genoa       | 0-0 |
| 5 gen.  | Monza-Cagliari    | 1-2 |
| 5 gen.  | Roma-Lazio        | 2-0 |
| 5 gen.  | Torino-Parma      | 0-0 |
| 4 gen.  | Venezia-Empoli    | 1-1 |
| 4 gen.  | Verona-Udinese    | 0-0 |

#### Girone di ritorno
|         | 20ª giornata     |     |
|         |                  |     |
| 12 gen. | Bologna-Roma     | 2-2 |
| 11 gen. | Empoli-Lecce     | 1-3 |
| 12 gen. | Genoa-Parma      | 1-0 |
| 10 gen. | Lazio-Como       | 1-1 |
| 11 gen. | Milan-Cagliari   | 1-1 |
| 13 gen. | Monza-Fiorentina | 2-1 |
| 12 gen. | Napoli-Verona    | 2-0 |
| 11 gen. | Torino-Juventus  | 1-1 |
| 11 gen. | Udinese-Atalanta | 0-0 |
| 12 gen. | Venezia-Inter    | 0-1 |

|         | 21ª giornata      |     |
|         |                   |     |
| 18 gen. | Atalanta-Napoli   | 2-3 |
| 18 gen. | Bologna-Monza     | 3-1 |
| 19 gen. | Cagliari-Lecce    | 4-1 |
| 20 gen. | Como-Udinese      | 4-1 |
| 19 gen. | Fiorentina-Torino | 1-1 |
| 19 gen. | Inter-Empoli      | 3-1 |
| 18 gen. | Juventus-Milan    | 2-0 |
| 19 gen. | Parma-Venezia     | 1-1 |
| 17 gen. | Roma-Genoa        | 3-1 |
| 19 gen. | Verona-Lazio      | 0-3 |

|         | 20ª giornata     |     |
|         |                  |     |
| 12 gen. | Bologna-Roma     | 2-2 |
| 11 gen. | Empoli-Lecce     | 1-3 |
| 12 gen. | Genoa-Parma      | 1-0 |
| 10 gen. | Lazio-Como       | 1-1 |
| 11 gen. | Milan-Cagliari   | 1-1 |
| 13 gen. | Monza-Fiorentina | 2-1 |
| 12 gen. | Napoli-Verona    | 2-0 |
| 11 gen. | Torino-Juventus  | 1-1 |
| 11 gen. | Udinese-Atalanta | 0-0 |
| 12 gen. | Venezia-Inter    | 0-1 |

|         | 21ª giornata      |     |
|         |                   |     |
| 18 gen. | Atalanta-Napoli   | 2-3 |
| 18 gen. | Bologna-Monza     | 3-1 |
| 19 gen. | Cagliari-Lecce    | 4-1 |
| 20 gen. | Como-Udinese      | 4-1 |
| 19 gen. | Fiorentina-Torino | 1-1 |
| 19 gen. | Inter-Empoli      | 3-1 |
| 18 gen. | Juventus-Milan    | 2-0 |
| 19 gen. | Parma-Venezia     | 1-1 |
| 17 gen. | Roma-Genoa        | 3-1 |
| 19 gen. | Verona-Lazio      | 0-3 |

|         | 22ª giornata     |     |
|         |                  |     |
| 25 gen. | Como-Atalanta    | 1-2 |
| 25 gen. | Empoli-Bologna   | 1-1 |
| 27 gen. | Genoa-Monza      | 2-0 |
| 26 gen. | Lazio-Fiorentina | 1-2 |
| 26 gen. | Lecce-Inter      | 0-4 |
| 26 gen. | Milan-Parma      | 3-2 |
| 25 gen. | Napoli-Juventus  | 2-1 |
| 24 gen. | Torino-Cagliari  | 2-0 |
| 26 gen. | Udinese-Roma     | 1-2 |
| 27 gen. | Venezia-Verona   | 1-1 |

|         | 23ª giornata     |     |
|         |                  |     |
| 1º feb. | Atalanta-Torino  | 1-1 |
| 1º feb. | Bologna-Como     | 2-0 |
| 3 feb.  | Cagliari-Lazio   | 1-2 |
| 2 feb.  | Fiorentina-Genoa | 2-1 |
| 2 feb.  | Juventus-Empoli  | 4-1 |
| 2 feb.  | Milan-Inter      | 1-1 |
| 1º feb. | Monza-Verona     | 0-1 |
| 31 gen. | Parma-Lecce      | 1-3 |
| 2 feb.  | Roma-Napoli      | 1-1 |
| 1º feb. | Udinese-Venezia  | 3-2 |

|         | 22ª giornata     |     |
|         |                  |     |
| 25 gen. | Como-Atalanta    | 1-2 |
| 25 gen. | Empoli-Bologna   | 1-1 |
| 27 gen. | Genoa-Monza      | 2-0 |
| 26 gen. | Lazio-Fiorentina | 1-2 |
| 26 gen. | Lecce-Inter      | 0-4 |
| 26 gen. | Milan-Parma      | 3-2 |
| 25 gen. | Napoli-Juventus  | 2-1 |
| 24 gen. | Torino-Cagliari  | 2-0 |
| 26 gen. | Udinese-Roma     | 1-2 |
| 27 gen. | Venezia-Verona   | 1-1 |

|         | 23ª giornata     |     |
|         |                  |     |
| 1º feb. | Atalanta-Torino  | 1-1 |
| 1º feb. | Bologna-Como     | 2-0 |
| 3 feb.  | Cagliari-Lazio   | 1-2 |
| 2 feb.  | Fiorentina-Genoa | 2-1 |
| 2 feb.  | Juventus-Empoli  | 4-1 |
| 2 feb.  | Milan-Inter      | 1-1 |
| 1º feb. | Monza-Verona     | 0-1 |
| 31 gen. | Parma-Lecce      | 1-3 |
| 2 feb.  | Roma-Napoli      | 1-1 |
| 1º feb. | Udinese-Venezia  | 3-2 |

|         | 24ª giornata     |     |
|         |                  |     |
| 9 feb.  | Cagliari-Parma   | 2-1 |
| 7 feb.  | Como-Juventus    | 1-2 |
| 8 feb.  | Empoli-Milan     | 0-2 |
| 10 feb. | Inter-Fiorentina | 2-1 |
| 9 feb.  | Lazio-Monza      | 5-1 |
| 9 feb.  | Lecce-Bologna    | 0-0 |
| 9 feb.  | Napoli-Udinese   | 1-1 |
| 8 feb.  | Torino-Genoa     | 1-1 |
| 9 feb.  | Venezia-Roma     | 0-1 |
| 8 feb.  | Verona-Atalanta  | 0-5 |

|         | 25ª giornata      |     |
|         |                   |     |
| 15 feb. | Atalanta-Cagliari | 0-0 |
| 14 feb. | Bologna-Torino    | 3-2 |
| 16 feb. | Fiorentina-Como   | 0-2 |
| 17 feb. | Genoa-Venezia     | 2-0 |
| 16 feb. | Juventus-Inter    | 1-0 |
| 15 feb. | Lazio-Napoli      | 2-2 |
| 15 feb. | Milan-Verona      | 1-0 |
| 16 feb. | Monza-Lecce       | 0-0 |
| 16 feb. | Parma-Roma        | 0-1 |
| 16 feb. | Udinese-Empoli    | 3-0 |

|         | 24ª giornata     |     |
|         |                  |     |
| 9 feb.  | Cagliari-Parma   | 2-1 |
| 7 feb.  | Como-Juventus    | 1-2 |
| 8 feb.  | Empoli-Milan     | 0-2 |
| 10 feb. | Inter-Fiorentina | 2-1 |
| 9 feb.  | Lazio-Monza      | 5-1 |
| 9 feb.  | Lecce-Bologna    | 0-0 |
| 9 feb.  | Napoli-Udinese   | 1-1 |
| 8 feb.  | Torino-Genoa     | 1-1 |
| 9 feb.  | Venezia-Roma     | 0-1 |
| 8 feb.  | Verona-Atalanta  | 0-5 |

|         | 25ª giornata      |     |
|         |                   |     |
| 15 feb. | Atalanta-Cagliari | 0-0 |
| 14 feb. | Bologna-Torino    | 3-2 |
| 16 feb. | Fiorentina-Como   | 0-2 |
| 17 feb. | Genoa-Venezia     | 2-0 |
| 16 feb. | Juventus-Inter    | 1-0 |
| 15 feb. | Lazio-Napoli      | 2-2 |
| 15 feb. | Milan-Verona      | 1-0 |
| 16 feb. | Monza-Lecce       | 0-0 |
| 16 feb. | Parma-Roma        | 0-1 |
| 16 feb. | Udinese-Empoli    | 3-0 |

|         | 26ª giornata      |     |
|         |                   |     |
| 23 feb. | Cagliari-Juventus | 0-1 |
| 23 feb. | Como-Napoli       | 2-1 |
| 23 feb. | Empoli-Atalanta   | 0-5 |
| 22 feb. | Inter-Genoa       | 1-0 |
| 21 feb. | Lecce-Udinese     | 0-1 |
| 22 feb. | Parma-Bologna     | 2-0 |
| 24 feb. | Roma-Monza        | 4-0 |
| 22 feb. | Torino-Milan      | 2-1 |
| 22 feb. | Venezia-Lazio     | 0-0 |
| 23 feb. | Verona-Fiorentina | 1-0 |

|         | 27ª giornata     |     |
|         |                  |     |
| 1º mar. | Atalanta-Venezia | 0-0 |
| 2 mar.  | Bologna-Cagliari | 2-1 |
| 28 feb. | Fiorentina-Lecce | 1-0 |
| 2 mar.  | Genoa-Empoli     | 1-1 |
| 3 mar.  | Juventus-Verona  | 2-0 |
| 2 mar.  | Milan-Lazio      | 1-2 |
| 2 mar.  | Monza-Torino     | 0-2 |
| 1º mar. | Napoli-Inter     | 1-1 |
| 2 mar.  | Roma-Como        | 2-1 |
| 1º mar. | Udinese-Parma    | 1-0 |

|         | 26ª giornata      |     |
|         |                   |     |
| 23 feb. | Cagliari-Juventus | 0-1 |
| 23 feb. | Como-Napoli       | 2-1 |
| 23 feb. | Empoli-Atalanta   | 0-5 |
| 22 feb. | Inter-Genoa       | 1-0 |
| 21 feb. | Lecce-Udinese     | 0-1 |
| 22 feb. | Parma-Bologna     | 2-0 |
| 24 feb. | Roma-Monza        | 4-0 |
| 22 feb. | Torino-Milan      | 2-1 |
| 22 feb. | Venezia-Lazio     | 0-0 |
| 23 feb. | Verona-Fiorentina | 1-0 |

|         | 27ª giornata     |     |
|         |                  |     |
| 1º mar. | Atalanta-Venezia | 0-0 |
| 2 mar.  | Bologna-Cagliari | 2-1 |
| 28 feb. | Fiorentina-Lecce | 1-0 |
| 2 mar.  | Genoa-Empoli     | 1-1 |
| 3 mar.  | Juventus-Verona  | 2-0 |
| 2 mar.  | Milan-Lazio      | 1-2 |
| 2 mar.  | Monza-Torino     | 0-2 |
| 1º mar. | Napoli-Inter     | 1-1 |
| 2 mar.  | Roma-Como        | 2-1 |
| 1º mar. | Udinese-Parma    | 1-0 |

|         | 28ª giornata      |     |
|         |                   |     |
| 7 mar.  | Cagliari-Genoa    | 1-1 |
| 8 mar.  | Como-Venezia      | 1-1 |
| 9 mar.  | Empoli-Roma       | 0-1 |
| 8 mar.  | Inter-Monza       | 3-2 |
| 9 mar.  | Juventus-Atalanta | 0-4 |
| 10 mar. | Lazio-Udinese     | 1-1 |
| 8 mar.  | Lecce-Milan       | 2-3 |
| 9 mar.  | Napoli-Fiorentina | 2-1 |
| 8 mar.  | Parma-Torino      | 2-2 |
| 9 mar.  | Verona-Bologna    | 1-2 |

|         | 29ª giornata        |     |
|         |                     |     |
| 16 mar. | Atalanta-Inter      | 0-2 |
| 16 mar. | Bologna-Lazio       | 5-0 |
| 16 mar. | Fiorentina-Juventus | 3-0 |
| 14 mar. | Genoa-Lecce         | 2-1 |
| 15 mar. | Milan-Como          | 2-1 |
| 15 mar. | Monza-Parma         | 1-1 |
| 16 mar. | Roma-Cagliari       | 1-0 |
| 15 mar. | Torino-Empoli       | 1-0 |
| 15 mar. | Udinese-Verona      | 0-1 |
| 16 mar. | Venezia-Napoli      | 0-0 |

|         | 28ª giornata      |     |
|         |                   |     |
| 7 mar.  | Cagliari-Genoa    | 1-1 |
| 8 mar.  | Como-Venezia      | 1-1 |
| 9 mar.  | Empoli-Roma       | 0-1 |
| 8 mar.  | Inter-Monza       | 3-2 |
| 9 mar.  | Juventus-Atalanta | 0-4 |
| 10 mar. | Lazio-Udinese     | 1-1 |
| 8 mar.  | Lecce-Milan       | 2-3 |
| 9 mar.  | Napoli-Fiorentina | 2-1 |
| 8 mar.  | Parma-Torino      | 2-2 |
| 9 mar.  | Verona-Bologna    | 1-2 |

|         | 29ª giornata        |     |
|         |                     |     |
| 16 mar. | Atalanta-Inter      | 0-2 |
| 16 mar. | Bologna-Lazio       | 5-0 |
| 16 mar. | Fiorentina-Juventus | 3-0 |
| 14 mar. | Genoa-Lecce         | 2-1 |
| 15 mar. | Milan-Como          | 2-1 |
| 15 mar. | Monza-Parma         | 1-1 |
| 16 mar. | Roma-Cagliari       | 1-0 |
| 15 mar. | Torino-Empoli       | 1-0 |
| 15 mar. | Udinese-Verona      | 0-1 |
| 16 mar. | Venezia-Napoli      | 0-0 |

|         | 30ª giornata        |     |
|         |                     |     |
| 30 mar. | Cagliari-Monza      | 3-0 |
| 29 mar. | Como-Empoli         | 1-1 |
| 30 mar. | Fiorentina-Atalanta | 1-0 |
| 30 mar. | Inter-Udinese       | 2-1 |
| 29 mar. | Juventus-Genoa      | 1-0 |
| 31 mar. | Lazio-Torino        | 1-1 |
| 29 mar. | Lecce-Roma          | 0-1 |
| 30 mar. | Napoli-Milan        | 2-1 |
| 29 mar. | Venezia-Bologna     | 0-1 |
| 31 mar. | Verona-Parma        | 0-0 |

|        | 31ª giornata     |     |
|        |                  |     |
| 6 apr. | Atalanta-Lazio   | 0-1 |
| 7 apr. | Bologna-Napoli   | 1-1 |
| 6 apr. | Empoli-Cagliari  | 0-0 |
| 4 apr. | Genoa-Udinese    | 1-0 |
| 6 apr. | Lecce-Venezia    | 1-1 |
| 5 apr. | Milan-Fiorentina | 2-2 |
| 5 apr. | Monza-Como       | 1-3 |
| 5 apr. | Parma-Inter      | 2-2 |
| 6 apr. | Roma-Juventus    | 1-1 |
| 6 apr. | Torino-Verona    | 1-1 |

|         | 30ª giornata        |     |
|         |                     |     |
| 30 mar. | Cagliari-Monza      | 3-0 |
| 29 mar. | Como-Empoli         | 1-1 |
| 30 mar. | Fiorentina-Atalanta | 1-0 |
| 30 mar. | Inter-Udinese       | 2-1 |
| 29 mar. | Juventus-Genoa      | 1-0 |
| 31 mar. | Lazio-Torino        | 1-1 |
| 29 mar. | Lecce-Roma          | 0-1 |
| 30 mar. | Napoli-Milan        | 2-1 |
| 29 mar. | Venezia-Bologna     | 0-1 |
| 31 mar. | Verona-Parma        | 0-0 |

|        | 31ª giornata     |     |
|        |                  |     |
| 6 apr. | Atalanta-Lazio   | 0-1 |
| 7 apr. | Bologna-Napoli   | 1-1 |
| 6 apr. | Empoli-Cagliari  | 0-0 |
| 4 apr. | Genoa-Udinese    | 1-0 |
| 6 apr. | Lecce-Venezia    | 1-1 |
| 5 apr. | Milan-Fiorentina | 2-2 |
| 5 apr. | Monza-Como       | 1-3 |
| 5 apr. | Parma-Inter      | 2-2 |
| 6 apr. | Roma-Juventus    | 1-1 |
| 6 apr. | Torino-Verona    | 1-1 |

|         | 32ª giornata     |     |
|         |                  |     |
| 13 apr. | Atalanta-Bologna | 2-0 |
| 13 apr. | Como-Torino      | 1-0 |
| 13 apr. | Fiorentina-Parma | 0-0 |
| 12 apr. | Inter-Cagliari   | 3-1 |
| 12 apr. | Juventus-Lecce   | 2-1 |
| 13 apr. | Lazio-Roma       | 1-1 |
| 14 apr. | Napoli-Empoli    | 3-0 |
| 11 apr. | Udinese-Milan    | 0-4 |
| 12 apr. | Venezia-Monza    | 1-0 |
| 13 apr. | Verona-Genoa     | 0-0 |

|         | 33ª giornata        |     |
|         |                     |     |
| 20 apr. | Bologna-Inter       | 1-0 |
| 23 apr. | Cagliari-Fiorentina | 1-2 |
| 20 apr. | Empoli-Venezia      | 2-2 |
| 23 apr. | Genoa-Lazio         | 0-2 |
| 19 apr. | Lecce-Como          | 0-3 |
| 20 apr. | Milan-Atalanta      | 0-1 |
| 19 apr. | Monza-Napoli        | 0-1 |
| 23 apr. | Parma-Juventus      | 1-0 |
| 19 apr. | Roma-Verona         | 1-0 |
| 23 apr. | Torino-Udinese      | 2-0 |

|         | 32ª giornata     |     |
|         |                  |     |
| 13 apr. | Atalanta-Bologna | 2-0 |
| 13 apr. | Como-Torino      | 1-0 |
| 13 apr. | Fiorentina-Parma | 0-0 |
| 12 apr. | Inter-Cagliari   | 3-1 |
| 12 apr. | Juventus-Lecce   | 2-1 |
| 13 apr. | Lazio-Roma       | 1-1 |
| 14 apr. | Napoli-Empoli    | 3-0 |
| 11 apr. | Udinese-Milan    | 0-4 |
| 12 apr. | Venezia-Monza    | 1-0 |
| 13 apr. | Verona-Genoa     | 0-0 |

|         | 33ª giornata        |     |
|         |                     |     |
| 20 apr. | Bologna-Inter       | 1-0 |
| 23 apr. | Cagliari-Fiorentina | 1-2 |
| 20 apr. | Empoli-Venezia      | 2-2 |
| 23 apr. | Genoa-Lazio         | 0-2 |
| 19 apr. | Lecce-Como          | 0-3 |
| 20 apr. | Milan-Atalanta      | 0-1 |
| 19 apr. | Monza-Napoli        | 0-1 |
| 23 apr. | Parma-Juventus      | 1-0 |
| 19 apr. | Roma-Verona         | 1-0 |
| 23 apr. | Torino-Udinese      | 2-0 |

|         | 34ª giornata      |     |
|         |                   |     |
| 27 apr. | Atalanta-Lecce    | 1-1 |
| 27 apr. | Como-Genoa        | 1-0 |
| 27 apr. | Fiorentina-Empoli | 2-1 |
| 27 apr. | Inter-Roma        | 0-1 |
| 27 apr. | Juventus-Monza    | 2-0 |
| 28 apr. | Lazio-Parma       | 2-2 |
| 27 apr. | Napoli-Torino     | 2-0 |
| 28 apr. | Udinese-Bologna   | 0-0 |
| 27 apr. | Venezia-Milan     | 0-2 |
| 28 apr. | Verona-Cagliari   | 0-2 |

|        | 35ª giornata     |     |
|        |                  |     |
| 4 mag. | Bologna-Juventus | 1-1 |
| 3 mag. | Cagliari-Udinese | 1-2 |
| 4 mag. | Empoli-Lazio     | 0-1 |
| 5 mag. | Genoa-Milan      | 1-2 |
| 3 mag. | Inter-Verona     | 1-0 |
| 3 mag. | Lecce-Napoli     | 0-1 |
| 4 mag. | Monza-Atalanta   | 0-4 |
| 3 mag. | Parma-Como       | 0-1 |
| 4 mag. | Roma-Fiorentina  | 1-0 |
| 2 mag. | Torino-Venezia   | 1-1 |

|         | 34ª giornata      |     |
|         |                   |     |
| 27 apr. | Atalanta-Lecce    | 1-1 |
| 27 apr. | Como-Genoa        | 1-0 |
| 27 apr. | Fiorentina-Empoli | 2-1 |
| 27 apr. | Inter-Roma        | 0-1 |
| 27 apr. | Juventus-Monza    | 2-0 |
| 28 apr. | Lazio-Parma       | 2-2 |
| 27 apr. | Napoli-Torino     | 2-0 |
| 28 apr. | Udinese-Bologna   | 0-0 |
| 27 apr. | Venezia-Milan     | 0-2 |
| 28 apr. | Verona-Cagliari   | 0-2 |

|        | 35ª giornata     |     |
|        |                  |     |
| 4 mag. | Bologna-Juventus | 1-1 |
| 3 mag. | Cagliari-Udinese | 1-2 |
| 4 mag. | Empoli-Lazio     | 0-1 |
| 5 mag. | Genoa-Milan      | 1-2 |
| 3 mag. | Inter-Verona     | 1-0 |
| 3 mag. | Lecce-Napoli     | 0-1 |
| 4 mag. | Monza-Atalanta   | 0-4 |
| 3 mag. | Parma-Como       | 0-1 |
| 4 mag. | Roma-Fiorentina  | 1-0 |
| 2 mag. | Torino-Venezia   | 1-1 |

|         | 36ª giornata       |     |
|         |                    |     |
| 12 mag. | Atalanta-Roma      | 2-1 |
| 10 mag. | Como-Cagliari      | 3-1 |
| 10 mag. | Empoli-Parma       | 2-1 |
| 10 mag. | Lazio-Juventus     | 1-1 |
| 9 mag.  | Milan-Bologna      | 3-1 |
| 11 mag. | Napoli-Genoa       | 2-2 |
| 11 mag. | Torino-Inter       | 0-2 |
| 11 mag. | Udinese-Monza      | 1-2 |
| 12 mag. | Venezia-Fiorentina | 2-1 |
| 11 mag. | Verona-Lecce       | 1-1 |

|         | 37ª giornata       |     |
|         |                    |     |
| 18 mag. | Cagliari-Venezia   | 3-0 |
| 18 mag. | Fiorentina-Bologna | 3-2 |
| 17 mag. | Genoa-Atalanta     | 2-3 |
| 18 mag. | Inter-Lazio        | 2-2 |
| 18 mag. | Juventus-Udinese   | 2-0 |
| 18 mag. | Lecce-Torino       | 1-0 |
| 18 mag. | Monza-Empoli       | 1-3 |
| 18 mag. | Parma-Napoli       | 0-0 |
| 18 mag. | Roma-Milan         | 3-1 |
| 18 mag. | Verona-Como        | 1-1 |

|         | 36ª giornata       |     |
|         |                    |     |
| 12 mag. | Atalanta-Roma      | 2-1 |
| 10 mag. | Como-Cagliari      | 3-1 |
| 10 mag. | Empoli-Parma       | 2-1 |
| 10 mag. | Lazio-Juventus     | 1-1 |
| 9 mag.  | Milan-Bologna      | 3-1 |
| 11 mag. | Napoli-Genoa       | 2-2 |
| 11 mag. | Torino-Inter       | 0-2 |
| 11 mag. | Udinese-Monza      | 1-2 |
| 12 mag. | Venezia-Fiorentina | 2-1 |
| 11 mag. | Verona-Lecce       | 1-1 |

|         | 37ª giornata       |     |
|         |                    |     |
| 18 mag. | Cagliari-Venezia   | 3-0 |
| 18 mag. | Fiorentina-Bologna | 3-2 |
| 17 mag. | Genoa-Atalanta     | 2-3 |
| 18 mag. | Inter-Lazio        | 2-2 |
| 18 mag. | Juventus-Udinese   | 2-0 |
| 18 mag. | Lecce-Torino       | 1-0 |
| 18 mag. | Monza-Empoli       | 1-3 |
| 18 mag. | Parma-Napoli       | 0-0 |
| 18 mag. | Roma-Milan         | 3-1 |
| 18 mag. | Verona-Como        | 1-1 |

| \| \| 38ª giornata \| \| \| \| \| \| \| 25 mag. \| Atalanta-Parma \| 2-3 \| \| 24 mag. \| Bologna-Genoa \| 1-3 \| \| 23 mag. \| Como-Inter \| 0-2 \| \| 25 mag. \| Empoli-Verona \| 1-2 \| \| 25 mag. \| Lazio-Lecce \| 0-1 \| \| 24 mag. \| Milan-Monza \| 2-0 \| \| 23 mag. \| Napoli-Cagliari \| 2-0 \| \| 25 mag. \| Torino-Roma \| 0-2 \| \| 25 mag. \| Udinese-Fiorentina \| 2-3 \| \| 25 mag. \| Venezia-Juventus \| 2-3 \| |                    |     |
| | 38ª giornata       |     |
| |                    |     |
| 25 mag. | Atalanta-Parma     | 2-3 |
| 24 mag. | Bologna-Genoa      | 1-3 |
| 23 mag. | Como-Inter         | 0-2 |
| 25 mag. | Empoli-Verona      | 1-2 |
| 25 mag. | Lazio-Lecce        | 0-1 |
| 24 mag. | Milan-Monza        | 2-0 |
| 23 mag. | Napoli-Cagliari    | 2-0 |
| 25 mag. | Torino-Roma        | 0-2 |
| 25 mag. | Udinese-Fiorentina | 2-3 |
| 25 mag. | Venezia-Juventus   | 2-3 |

|         | 38ª giornata       |     |
|         |                    |     |
| 25 mag. | Atalanta-Parma     | 2-3 |
| 24 mag. | Bologna-Genoa      | 1-3 |
| 23 mag. | Como-Inter         | 0-2 |
| 25 mag. | Empoli-Verona      | 1-2 |
| 25 mag. | Lazio-Lecce        | 0-1 |
| 24 mag. | Milan-Monza        | 2-0 |
| 23 mag. | Napoli-Cagliari    | 2-0 |
| 25 mag. | Torino-Roma        | 0-2 |
| 25 mag. | Udinese-Fiorentina | 2-3 |
| 25 mag. | Venezia-Juventus   | 2-3 |

## Statistiche

### Squadre

#### Capoliste solitarie
|    | ——  | —— | ——  | ——  | ——     | ——     | ——     | ——     | ——     | ——     | ——     | ——     | ——     | ——       | ——       | ——       | ——  | ——     | ——     | ——     | ——     | ——     | ——     | ——     | ——    | ——    | ——    | ——    | ——    | ——    | ——    | ——  | ——     | ——     | ——     | ——     | ——     | —— |  |
|    | Juv |    | Udi | Tor | Napoli | Napoli | Napoli | Napoli | Napoli | Napoli | Napoli | Napoli | Napoli | Atalanta | Atalanta | Atalanta |     | Napoli | Napoli | Napoli | Napoli | Napoli | Napoli | Napoli | Inter | Inter | Inter | Inter | Inter | Inter | Inter |     | Napoli | Napoli | Napoli | Napoli | Napoli |    |  |
|    |     |    |     |     |        |        |        |        |        |        |        |        |        |          |          |          |     |        |        |        |        |        |        |        |       |       |       |       |       |       |       |     |        |        |        |        |        |    |  |
|    |     |    |     |     |        |        |        |        |        |        |        |        |        |          |          |          |     |        |        |        |        |        |        |        |       |       |       |       |       |       |       |     |        |        |        |        |        |    |  |
| 1ª | 2ª  | 3ª | 4ª  | 5ª  | 6ª     | 7ª     | 8ª     | 9ª     | 10ª    | 11ª    | 12ª    | 13ª    | 14ª    | 15ª      | 16ª      | 17ª      | 18ª | 19ª    | 20ª    | 21ª    | 22ª    | 23ª    | 24ª    | 25ª    | 26ª   | 27ª   | 28ª   | 29ª   | 30ª   | 31ª   | 32ª   | 33ª | 34ª    | 35ª    | 36ª    | 37ª    | 38ª    |    |  |

#### Classifica in divenire
|            | 1ª | 2ª | 3ª | 4ª | 5ª | 6ª | 7ª | 8ª | 9ª | 10ª | 11ª | 12ª | 13ª | 14ª | 15ª | 16ª | 17ª | 18ª | 19ª | 20ª | 21ª | 22ª | 23ª | 24ª | 25ª | 26ª | 27ª | 28ª | 29ª | 30ª | 31ª | 32ª | 33ª | 34ª | 35ª | 36ª | 37ª | 38ª |
|            |    |    |    |    |    |    |    |    |    |     |     |     |     |     |     |     |     |     |     |     |     |     |     |     |     |     |     |     |     |     |     |     |     |     |     |     |     |     |
| ---------- | -- | -- | -- | -- | -- | -- | -- | -- | -- | --- | --- | --- | --- | --- | --- | --- | --- | --- | --- | --- | --- | --- | --- | --- | --- | --- | --- | --- | --- | --- | --- | --- | --- | --- | --- | --- | --- | --- |
| Atalanta   | 3  | 3  | 3  | 6  | 6  | 7  | 10 | 13 | 16 | 19  | 22  | 25  | 28  | 31  | 34  | 37  | 40  | 41  | 41* | 42  | 43* | 46  | 47  | 50  | 51  | 54  | 55  | 58  | 58  | 58  | 58  | 61  | 64  | 65  | 68  | 71  | 74  | 74  |
| Bologna    | 1  | 1  | 2  | 3  | 6  | 7  | 8  | 9  | 9* | 12  | 15  | 18  | 18  | 21  | 22  | 25  | 28  | 28  | 28* | 29  | 33* | 34  | 37  | 38  | 41  | 41  | 47* | 50  | 53  | 56  | 57  | 57  | 60  | 61  | 62  | 62  | 62  | 62  |
| Cagliari   | 1  | 2  | 2  | 2  | 2  | 5  | 6  | 9  | 9  | 9   | 9   | 10  | 11  | 14  | 14  | 14  | 14  | 14  | 17  | 18  | 21  | 21  | 21  | 24  | 25  | 25  | 25  | 26  | 26  | 29  | 30  | 30  | 30  | 33  | 33  | 33  | 36  | 36  |
| Como       | 0  | 1  | 1  | 2  | 5  | 8  | 8  | 9  | 9  | 9   | 9   | 10  | 10  | 11  | 12  | 15  | 15  | 18  | 18  | 19  | 22  | 22  | 22  | 22  | 25  | 28  | 28  | 29  | 29  | 30  | 33  | 36  | 39  | 42  | 45  | 48  | 49  | 49  |
| Empoli     | 1  | 4  | 5  | 6  | 9  | 10 | 10 | 10 | 11 | 11  | 14  | 15  | 16  | 16  | 19  | 19  | 19  | 19  | 20  | 20  | 20  | 21  | 21  | 21  | 21  | 21  | 22  | 22  | 22  | 23  | 24  | 24  | 25  | 25  | 25  | 28  | 31  | 31  |
| Fiorentina | 1  | 2  | 3  | 3  | 6  | 7  | 10 | 13 | 16 | 19  | 22  | 25  | 28  | 28* | 31  | 31  | 31  | 32  | 32  | 32  | 33  | 36  | 39  | 42* | 42  | 42  | 45  | 45  | 48  | 51  | 52  | 53  | 56  | 59  | 59  | 59  | 62  | 65  |
| Genoa      | 1  | 4  | 4  | 5  | 5  | 5  | 5  | 6  | 6  | 6   | 9   | 10  | 11  | 14  | 15  | 16  | 16  | 19  | 20  | 23  | 23  | 26  | 26  | 27  | 30  | 30  | 31  | 32  | 35  | 35  | 38  | 39  | 39  | 39  | 39  | 40  | 40  | 43  |
| Inter      | 1  | 4  | 7  | 8  | 8  | 11 | 14 | 17 | 18 | 21  | 24  | 25  | 28  | 28  | 31  | 34  | 37  | 40  | 40* | 43  | 47* | 50  | 51  | 54  | 54  | 57  | 58  | 61  | 64  | 67  | 68  | 71  | 71  | 71  | 74  | 77  | 78  | 81  |
| Juventus   | 3  | 6  | 7  | 8  | 9  | 12 | 13 | 16 | 17 | 18  | 21  | 24  | 25  | 26  | 27  | 28  | 31  | 32  | 32* | 33  | 37* | 37  | 40  | 43  | 46  | 49  | 52  | 52  | 52  | 55  | 56  | 59  | 59  | 62  | 63  | 64  | 67  | 70  |
| Lazio      | 3  | 3  | 4  | 7  | 7  | 10 | 13 | 13 | 16 | 19  | 22  | 25  | 28  | 28  | 31  | 31  | 34  | 35  | 35  | 36  | 39  | 39  | 42  | 45  | 46  | 47  | 50  | 51  | 51  | 52  | 55  | 56  | 59  | 60  | 63  | 64  | 65  | 65  |
| Lecce      | 0  | 0  | 3  | 4  | 5  | 5  | 5  | 5  | 5  | 8   | 8   | 9   | 12  | 13  | 13  | 16  | 16  | 16  | 17  | 20  | 20  | 20  | 23  | 24  | 25  | 25  | 25  | 25  | 25  | 25  | 26  | 26  | 26  | 27  | 27  | 28  | 31  | 34  |
| Milan      | 1  | 1  | 2  | 5  | 8  | 11 | 11 | 14 | 14 | 14  | 17  | 18  | 19  | 22  | 22  | 23  | 26  | 27  | 27* | 28  | 31* | 34  | 35  | 38  | 41  | 41  | 41  | 44  | 47  | 47  | 48  | 51  | 51  | 54  | 57  | 60  | 60  | 63  |
| Monza      | 1  | 1  | 2  | 3  | 3  | 3  | 4  | 7  | 8  | 8   | 8   | 8   | 9   | 10  | 10  | 10  | 10  | 10  | 10  | 13  | 13  | 13  | 13  | 13  | 14  | 14  | 14  | 14  | 15  | 15  | 15  | 15  | 15  | 15  | 15  | 18  | 18  | 18  |
| Napoli     | 0  | 3  | 6  | 9  | 10 | 13 | 16 | 19 | 22 | 25  | 25  | 26  | 29  | 32  | 32  | 35  | 38  | 41  | 44  | 47  | 50  | 53  | 54  | 55  | 56  | 56  | 57  | 60  | 61  | 64  | 65  | 68  | 71  | 74  | 77  | 78  | 79  | 82  |
| Parma      | 1  | 4  | 4  | 4  | 5  | 5  | 6  | 7  | 8  | 9   | 9   | 12  | 12  | 15  | 15  | 15  | 15  | 18  | 19  | 19  | 20  | 20  | 20  | 20  | 20  | 23  | 23  | 24  | 25  | 26  | 27  | 28  | 31  | 32  | 32  | 32  | 33  | 36  |
| Roma       | 1  | 1  | 2  | 3  | 6  | 9  | 10 | 10 | 10 | 13  | 13  | 13  | 13  | 13  | 16  | 16  | 19  | 20  | 23  | 24  | 27  | 30  | 31  | 34  | 37  | 40  | 43  | 46  | 49  | 52  | 53  | 54  | 57  | 60  | 63  | 63  | 66  | 69  |
| Torino     | 1  | 4  | 7  | 8  | 11 | 11 | 11 | 11 | 14 | 14  | 14  | 14  | 15  | 15  | 16  | 19  | 19  | 20  | 21  | 22  | 23  | 26  | 27  | 28  | 28  | 31  | 34  | 35  | 38  | 39  | 40  | 40  | 43  | 43  | 44  | 44  | 44  | 44  |
| Udinese    | 1  | 4  | 7  | 10 | 10 | 10 | 13 | 13 | 16 | 16  | 16  | 16  | 17  | 17  | 20  | 20  | 23  | 24  | 25  | 26  | 26  | 26  | 29  | 30  | 33  | 36  | 39  | 40  | 40  | 40  | 40  | 40  | 40  | 41  | 44  | 44  | 44  | 44  |
| Venezia    | 0  | 1  | 1  | 1  | 4  | 4  | 4  | 4  | 5  | 8   | 8   | 8   | 8   | 8   | 9   | 10  | 13  | 13  | 14  | 14  | 15  | 16  | 16  | 16  | 16  | 17  | 18  | 19  | 20  | 20  | 21  | 24  | 25  | 25  | 26  | 29  | 29  | 29  |
| Verona     | 3  | 3  | 6  | 6  | 6  | 6  | 9  | 9  | 9  | 9   | 12  | 12  | 12  | 12  | 12  | 15  | 15  | 18  | 19  | 19  | 19  | 20  | 23  | 23  | 23  | 26  | 26  | 26  | 29  | 30  | 31  | 32  | 32  | 32  | 32  | 33  | 34  | 37  |

NOTA: l'asterisco indica che l'incontro è stato rinviato o sospeso ed è presente sia in corrispondenza del turno rinviato sia in corrispondenza del turno immediatamente successivo al recupero: esso serve a segnalare che, nella stessa giornata successiva al recupero, la formazione vincente dispone di un punteggio maggiore. L'asterisco non compare con la squadra che esce sconfitta dal recupero (né in corrispondenza del rinvio, né per il recupero stesso), invece è da usare con entrambe le squadre se il recupero termina con un pareggio: in caso di pareggio o vittoria nella partita del recupero, può comportare un incremento potenziale "anomalo" (cioè di 2 punti o superiore ai 3 punti) nella giornata seguente dove il punteggio terrà conto di entrambe le partite (quella recuperata nel turno precedente e quella regolarmente giocata nel turno successivo: pareggio-pareggio = 2 punti; pareggio-vittoria o vittoria-pareggio = 4 punti; vittoria-vittoria = 6 punti).

#### Classifiche di rendimento

##### Rendimento andata-ritorno
| Andata     | Andata | Ritorno    | Ritorno |
|            |        |            |         |
| Napoli     | 44     | Roma       | 46      |
| Atalanta   | 42     | Inter      | 40      |
| Inter      | 41     | Napoli     | 38      |
| Fiorentina | 35     | Juventus   | 37      |
| Lazio      | 35     | Milan      | 33      |
| Juventus   | 33     | Atalanta   | 32      |
| Bologna    | 32     | Como       | 31      |
| Milan      | 30     | Fiorentina | 30      |
| Udinese    | 25     | Bologna    | 30      |
| Roma       | 23     | Lazio      | 30      |
| Torino     | 21     | Genoa      | 23      |
| Genoa      | 20     | Torino     | 23      |
| Empoli     | 20     | Udinese    | 19      |
| Verona     | 19     | Cagliari   | 19      |
| Parma      | 19     | Verona     | 18      |
| Como       | 18     | Lecce      | 17      |
| Lecce      | 17     | Parma      | 17      |
| Cagliari   | 17     | Venezia    | 15      |
| Venezia    | 14     | Empoli     | 11      |
| Monza      | 10     | Monza      | 8       |

##### Rendimento casa-trasferta
| Casa       | Casa | Trasferta  | Trasferta |
|            |      |            |           |
| Napoli     | 45   | Atalanta   | 42        |
| Inter      | 43   | Inter      | 38        |
| Roma       | 41   | Napoli     | 37        |
| Fiorentina | 40   | Lazio      | 35        |
| Juventus   | 40   | Juventus   | 30        |
| Bologna    | 37   | Milan      | 29        |
| Milan      | 34   | Roma       | 28        |
| Atalanta   | 32   | Fiorentina | 25        |
| Lazio      | 30   | Bologna    | 25        |
| Como       | 29   | Genoa      | 21        |
| Torino     | 25   | Como       | 20        |
| Udinese    | 24   | Verona     | 20        |
| Cagliari   | 22   | Udinese    | 20        |
| Genoa      | 22   | Torino     | 19        |
| Parma      | 21   | Empoli     | 18        |
| Venezia    | 20   | Lecce      | 16        |
| Lecce      | 18   | Parma      | 15        |
| Verona     | 17   | Cagliari   | 14        |
| Empoli     | 13   | Monza      | 10        |
| Monza      | 8    | Venezia    | 9         |

#### Primati stagionali
Squadre
- Maggior numero di vittorie: Inter e Napoli (24)
- Maggior numero di pareggi: Juventus (16)
- Maggior numero di sconfitte: Monza (26)
- Minor numero di vittorie: Monza (3)
- Minor numero di pareggi: Verona (7)
- Minor numero di sconfitte: Juventus e Napoli (4)
- Miglior attacco: Inter (79 gol fatti)
- Peggior attacco: Lecce (27 gol fatti)
- Miglior difesa: Napoli (27 gol subìti)
- Peggior difesa: Monza (69 gol subìti)
- Miglior differenza reti: Inter (+44)
- Peggior differenza reti: Monza (-41)
- Miglior serie positiva: Juventus (21, 1ª-21ª giornata)
- Peggior serie negativa: Monza (6, 30ª-35ª giornata)
- Maggior numero di vittorie consecutive: Atalanta (11, 7ª-17ª giornata)
- Maggior numero di pareggi consecutivi: Parma (5, 28ª-32ª giornata)

Partite
- Partita con più gol: Inter-Juventus 4-4 (8, 9ª giornata)
- Pareggio con più gol: Inter-Juventus 4-4 (8, 9ª giornata)
- Maggior scarto di gol: Lecce-Fiorentina 0-6 (6, 8ª giornata) e Lazio-Inter 0-6 (6, 16ª giornata)
- Maggior numero di reti in una giornata: 37 (9ª giornata)
- Minor numero di reti in una giornata: 17 (30ª giornata)
- Maggior numero di espulsioni in una giornata: 6 (10ª giornata)
- Maggior numero di pareggi in una giornata: 7 (31ª giornata)

### Individuali

#### Classifica marcatori
| Gol | Rigori |  | Giocatore            | Squadra    |
| --- | ------ |  | -------------------- | ---------- |
| 25  | 4      |  | Mateo Retegui        | Atalanta   |
| 19  | 1      |  | Moise Kean           | Fiorentina |
| 15  | 1      |  | Ademola Lookman      | Atalanta   |
| 15  | 3      |  | Riccardo Orsolini    | Bologna    |
| 14  |        |  | Marcus Thuram        | Inter      |
| 14  | 3      |  | Romelu Lukaku        | Napoli     |
| 12  |        |  | Lautaro Martínez     | Inter      |
| 12  |        |  | Scott McTominay      | Napoli     |
| 12  | 1      |  | Lorenzo Lucca        | Udinese    |
| 12  | 2      |  | Artem Dovbyk         | Roma       |
| 11  | 2      |  | Nikola Krstović      | Lecce      |
| 11  | 3      |  | Christian Pulisic    | Milan      |
| 10  |        |  | Andrea Pinamonti     | Genoa      |
| 10  |        |  | Tijjani Reijnders    | Milan      |
| 10  | 1      |  | Roberto Piccoli      | Cagliari   |
| 10  | 2      |  | Valentín Castellanos | Lazio      |
| 10  | 2      |  | Pedro                | Lazio      |
| 10  | 4      |  | Dušan Vlahović       | Juventus   |

#### MVP del mese
Di seguito i vincitori.
| Mese      | Giocatore              | Squadra    |
| --------- | ---------------------- | ---------- |
| Agosto    | Marcus Thuram          | Inter      |
| Settembre | Khvicha K'varatskhelia | Napoli     |
| Ottobre   | Mateo Retegui          | Atalanta   |
| Novembre  | Moise Kean             | Fiorentina |
| Dicembre  | Paulo Dybala           | Roma       |
| Gennaio   | André-Frank Anguissa   | Napoli     |
| Febbraio  | Randal Kolo Muani      | Juventus   |
| Marzo     | Artem Dovbyk           | Roma       |
| Aprile    | Scott McTominay        | Napoli     |
| Maggio    | Khéphren Thuram        | Juventus   |

#### MVC del mese
Di seguito i vincitori.
| Mese      | Allenatore           | Squadra  |
| --------- | -------------------- | -------- |
| Agosto    | Paolo Vanoli         | Torino   |
| Settembre | Antonio Conte        | Napoli   |
| Ottobre   | Marco Baroni         | Lazio    |
| Novembre  | Gian Piero Gasperini | Atalanta |
| Dicembre  | Simone Inzaghi       | Inter    |
| Gennaio   | Antonio Conte        | Napoli   |
| Febbraio  | Claudio Ranieri      | Roma     |
| Marzo     | Vincenzo Italiano    | Bologna  |
| Aprile    | Cesc Fàbregas        | Como     |
| Maggio    | Cesc Fàbregas        | Como     |

#### Gol del mese
Di seguito i vincitori. La rete premiata con il riconoscimento Serie A Goal of the Season è evidenziata in giallo.
| Mese      | Giocatore       | Squadra    |
| --------- | --------------- | ---------- |
| Agosto    | Nicolò Barella  | Inter      |
| Settembre | Saúl Coco       | Torino     |
| Ottobre   | Luca Mazzitelli | Como       |
| Novembre  | Gabriele Zappa  | Cagliari   |
| Dicembre  | Ché Adams       | Torino     |
| Gennaio   | Kenan Yıldız    | Juventus   |
| Febbraio  | Moise Kean      | Fiorentina |
| Marzo     | Ondrej Duda     | Verona     |
| Aprile    | Dan Ndoye       | Bologna    |
| Maggio    | Scott McTominay | Napoli     |

#### Premi individuali della Lega Serie A
Di seguito i vincitori.
| Premio                     | Vincitore          | Squadra  |
| -------------------------- | ------------------ | -------- |
| Miglior Under 23           | Nico Paz           | Como     |
| Miglior portiere           | Mile Svilar        | Roma     |
| Miglior difensore          | Alessandro Bastoni | Inter    |
| Miglior centrocampista     | Tijjani Reijnders  | Milan    |
| Miglior attaccante         | Mateo Retegui      | Atalanta |
| Miglior giocatore          | Scott McTominay    | Napoli   |
| Miglior allenatore         | Antonio Conte      | Napoli   |
| Miglior terreno di gioco   | Stadio Brianteo    | Monza    |
| Miglior gesto di fair play | Claudio Ranieri    | Roma     |
| Frecciarossa Speed Award   | Jackson Tchatchoua | Verona   |